# الفترة الدستورية لعهد ألفونسو الثالث عشر
شكلت الفترة الدستورية من عهد ألفونسو الثالث عشر الفترة الأولى من فترة حكم ألفونسو الثالث عشر بين توليه العرش في مايو 1902 وحتى انقلاب بريمو دي ريفيرا في سبتمبر 1923 الذي أفسح المجال لفترة ثانية من الحكم سميت بـ ديكتاتورية بريمو دي ريفيرا. وسميت تلك الفترة بالدستورية لأن الملك ألفونسو الثالث عشر أخذ الدور الذي منحه دستور 1876 الذي حكم خلال عودة البوربون في إسبانيا. خلال تلك الفترة لم يتمكن النظام السياسي الجديد للبوربون أن يصبح ملكية برلمانية حقيقية، ومن أسباب ذلك أن الملك لم يقتصر على ممارسة دور رمزي بل تدخل بنشاط في الحياة السياسية ولا سيما في الشؤون العسكرية وذلك بفضل الصلاحيات الواسعة نسبياً التي منحه إياها الدستور. وهكذا كانت سياسة الملك هي سياسة العرش وحاسمة في تطور النظام، وأصبح تدخله أكثر وضوحًا في الأوقات التي أظهرت فيها أحزاب (تداول السلطة) ضعفا في التماسك الداخلي، وابداء رأيه عند عدم التمكن من اختيار زعيم لها. ففي ظل هذه الظروف كان قرار الملك بتسليم السلطة إلى زعيم سياسي أو آخر يشكل مشاركة حاسمة في السياسة الداخلية للأحزاب.
كما أشار المؤرخ مانويل سواريز كورتينا:"في السنوات التي كان ألفونسو الثالث عشر مسؤولا فيها عن مصائر الدولة يمكن ملاحظة حدوث تغيرات ذات أهمية للمجتمع الإسباني: تعزيز استقلالية الحركة العمالية، وتوكيد الإقليمية والقومية، وتشكيل نظام اقتصادي احتوى على سمات الحمائية الذي تعرض للنقد، والمحاولات لتحديث النظام السياسي الذي بدا غير قابل للتطبيق في النصف الثاني من القرن." أما المؤرخ خافيير مورينو لوزون فقد ذكر أن التغييرات التي حدثت خلال عهد ألفونسو الثالث عشر تسببت في "صراعات اجتماعية وسياسية بالغة الخطورة... لم تكن إسبانيا تشبه بريطانيا العظمى، إلا أنها لم تصل لمستوى مستعمرة إفريقية بل اقتربت من إيطاليا ودول أخرى من الطبقة الأوروبية الثانية التي كانت في بداية القرن العشرين تدخل السياسة الجماعية المعقدة".

## السنوات الأولى (1902-1907)

### تتويج ألفونسو الثالث عشر

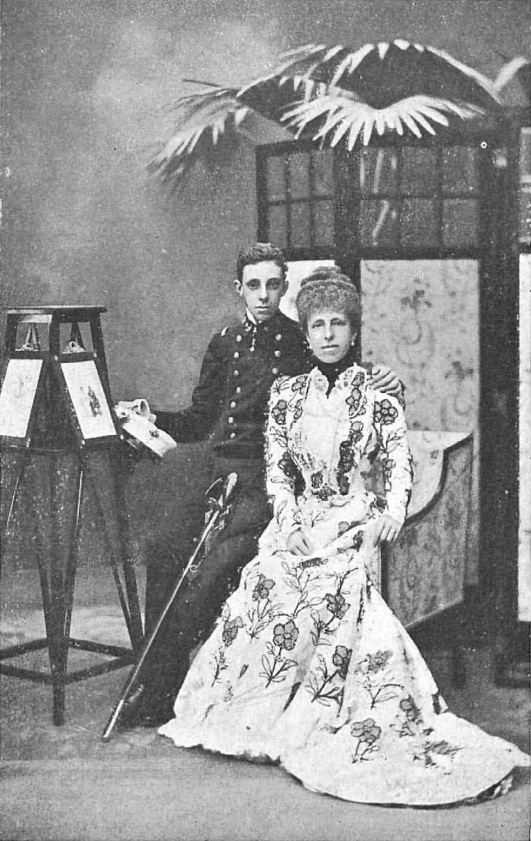
الملك القادم ألفونسو الثالث عشر مع والدته الوصية ماريا كريستينا دي هابسبورغ سنة 1901، أي قبل عام واحد من وصوله إلى العرش.

بدأ عهد ألفونسو الثالث عشر في 17 مايو 1902 عندما بلغ السادسة عشر من عمره وأقسم على دستور 1876. وتزينت مدريد لهذا الحدث، ووصل إليها أكثر من 100,000 شخص بفضل التذاكر الرخيصة التي قدمتها الشركات السكك الحديدية لهذه المناسبة الخاصة. وكانت هناك مسيرات لفرق راقصة وعروض عسكرية كبيرة ومصارعة الثيران وأيضا كارنفال الزهور وبطولات البولو والرماية ومنها بدأت كأس ملك إسبانيا لكرة القدم. وعندما غادر الملك القصر للذهاب إلى البرلمان وقعت حادثة. فقد دخل رجل العربة الملكية فتلقى لكمة من الملك ثم أنزله المرافقين من العربة. لقد خشى أن يكون هجومًا ضده، لكنه في الواقع كان مجنونًا أراد أن يسلم رسالة إلى انفانتا ماريا تيريزا دي بوربون شقيقة الملك مدعيا أنه عاشق بها.
في اليوم التالي افتتح الملك الشاب نصب الفونسو الثاني عشر في رتيرو. كما بعث برسالة إلى البابا ليون الثالث عشر أعلن فيها أنه «ملك لأمة لم يتردد الإيمان الديني فيها لحظة واحدة» ليذكر أنه «ابن الملكة البارزة والتي كانت لمدة تربو على أكثر من ستة عشر عامًا عرفت كيف تًبقي شعبها بحالة جيدة وانسجام كامل مع الكنيسة»، ونحن نرغب في عقيدة سامية نعيش ونموت فيها أسبان. كما كتب للبابا الجديد بيوس العاشر أنه خلال «بابويته المجيدة» لم يترك سلفه لحظة واحدة لإظهار التعاطف القوي لأمي الحبيبة ولعائلتي الملكية من أجلي ومن أجل الأمة النبيلة التي أوكل الله إلى حكومها
لم يرحب الجمهوريون بالملك الجديد بنفس الحرارة كما هو متوقع. وذكرت صحيفة الباييس بمقت:«أنشأت الأسر الحاكمة الأجنبية حكمها المطلق ورجال دين خاصتها، وأنها أضعفت تلاحم أمتنا مما جعلنا نفقد ثلاث مائة سنة هو عمر الإمبراطورية والعظمة». كما عبر القوميون الباسكيون عن رفضهم. وقال زعيم الحزب القومي الباسكي سابينو أرانا في برقية تهنئة إلى الرئيس الأمريكي على اعترافه باستقلال كوبا، مما أدى إلى سجنه لعدة أشهر. أما بالنسبة للقوميين الكاتالونيين فإن المجموعة الإقليمية لكاتالونيا حديث الإنشاء الذي فاز بمجلس مدينة برشلونة قد وافق على أن نفقات الاحتفالات للملك الجديد (75000 بيزيتا) ستذهب إلى الاحتفالات بعذراء الرحمة، على الرغم من أن هذا القرار لم يكن رفضا النظام الملكي أو الملك الشاب، ولكن كان مقياس احتجاج على سياسة القمع التي قامت بها حكومة ساغستا ضد القومية الكاتالونية. وفي مارس اعتقل إنريك برات دي لاريبا مدير جهاز مجموعة لافو دي كاتالونيا الصحفية بتهمة «التمرد والتحريض على الانفصال» لنقله مقال طبع في بيربينيا الانفصالية، فقضى عشرين يوما في السجن أصيب خلال المدة بمرض الدراق الجحوظي. كما حظرت الحكومة احتفال الزهور وغيرها من احتفالات أو مظاهرات كاتالونية كما غرمت الصحف والمجلات التي كتبت بالكاتالونية.
في الوقت الذي اكتست فيه مدريد بالأنوار احتفالا بتتويج ألفونسو الثالث عشر، كانت برشلونة واقعة تحت الأحكام العرفية منذ أشهر بسبب إضراب عام ثوري شُنّ في فبراير 1902 شل المدينة لمدة أسبوع وللمرة الأولى في تاريخها. وخلال تلك الفترة وقعت جميع أحداث العنف حتى تمكن الجيش من السيطرة على الوضع. فسقط العشرات من القتلى والمئات من الجرحى، وسجن حوالي 500 شخص.

### مشاكل في قيادة الأحزاب

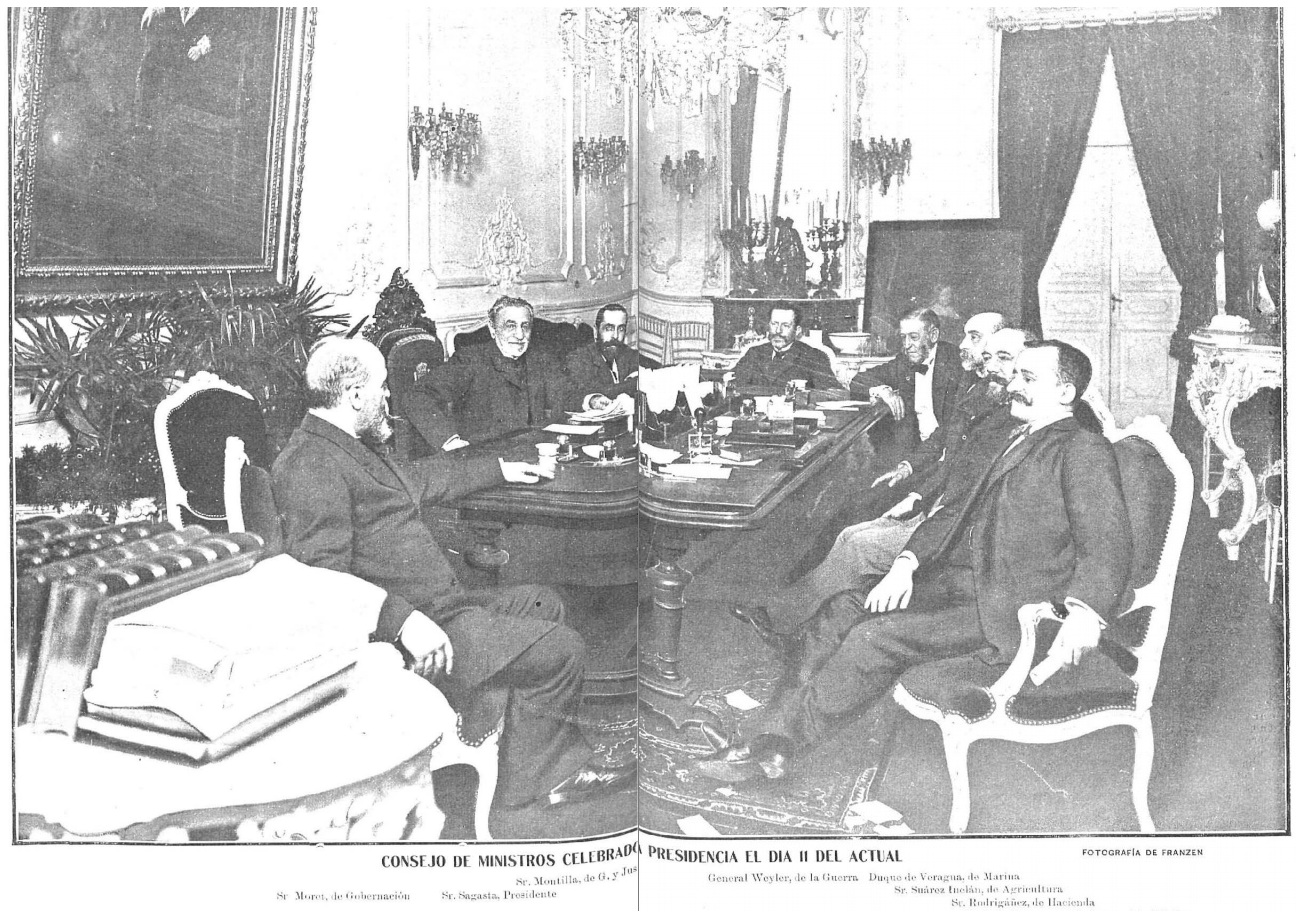
الحكومة برئاسة براخسيدس ماتيو ساغستا (الثاني من اليسار) مع سيجسموندو موريت (الأول من اليسار) وكونت رومانونس (أولاً من اليمين)

عندما استلم ألفونسو الثالث عشر العرش في مايو 1902 كان ساغستا يرأس الحكومة أسن زعماء الحزب الليبرالي عمرا، أحد أحزاب التداول السلمي للسلطة مع حزب المحافظين. وقد بقي في السلطة حتى ديسمبر من نفس العام. ثم ترك المنصب حيث توفي بعدها بشهر عن عمر 77 سنة.
وخلفه في رئاسة الحكومة سياسي مخضرم آخر وهو فرانسيسكو سيلفيلا (60 عاما) زعيم حزب المحافظين بعد اغتيال أنطونيو كانوباس ديل كاستيو سنة 1897. كما كان معتادًا في النظام السياسي لعودة البوربون عندما يكون هناك تداول سلمي بين الأحزاب ينال الرئيس الجديد من الملك على مرسوم حل الكورتيس. لذلك فقد دعا سيلفيلا إلى إجراء انتخابات في أبريل 1903 لكسب أغلبية كبيرة في الكورتيس. ووعد بأنها ستكون انتخابات صادقة. وعلى الرغم من عدم تعرض الأغلبية المحافظة للخطر فقد تمكنت أحزاب التحالف الجمهوري من النيل على نصر مدوي في العديد من المدن مثل مدريد وبرشلونة وفالنسيا. وقد قوبل هذا النجاح النسبي للجمهوريين باستياء شديد في البرلمان وتحملت الحكومة المسؤولية عن ذلك، وبالذات وزير الداخلية أنطونيو مورا لعدم منعه من حدوث ذلك. كما ازدادت حدة التوتر داخل حزب المحافظين. فلم يستطع العجوز سيفيلا وهو الرجل المتعب من تحمل الضغوط، فبعد أول أزمة سميت بالأزمة الشرقية - لأنها ولدت في القصر الملكي- استقال من رئاسة الحكومة وقيادة الحزب المحافظ. وقد أكد بعض المؤرخين أمثال خافيير توزيل وجينوفيفا غارسيا اللذان اعتمدا على الوثائق الدبلوماسية وخاصة في الرسائل التي أرسلها السفير الفرنسي إلى باريس، أنه لا الملك ولا الملكة الأم كانا المسؤولين عن سقوط سيفيلا -في الواقع إنهم توسلوا إليه للبقاء في منصبه- ولكن السبب كان هو الانقسامات الداخلية داخل الحكومة المحافظة. إلا أن الكثير من صحافة ذلك الوقت لم يفسر الأمر على هذا النحو واعتبر أن الأزمة «متقلبة وغير ضرورية» مما دعاهم للترحم على «أيام الملكة إيزابيل الثانية» 

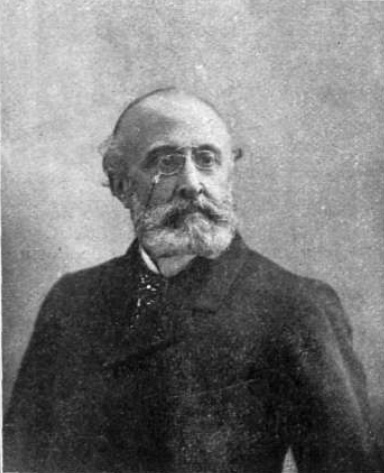
فرانسيسكو سيلفيلا (1903) خليفة ديل كاستيو بزعامة حزب المحافظين.

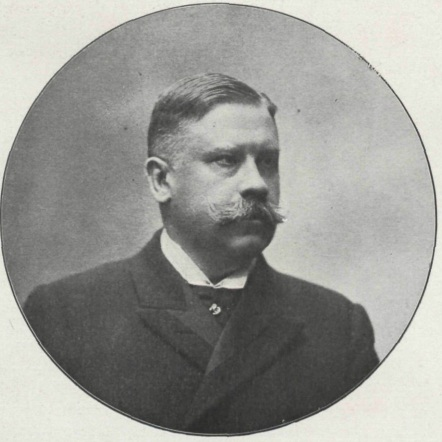
رايموندو فرنانديز فيلافيردي زعيم أحد فصائل حزب المحافظين بعد انسحاب سيلفيلا.

أثار اختفاء القيادات التاريخية لكلا الحزبين الانقسام والاقتتال بين فصائلهما المختلفة التي جعلت كل من الحزب الليبرالي والمحافظ يريد أخذ زمام المبادرة. ففي حزب المحافظين تمكن الفصيل الذي قاده رايموندو فرنانديز فيلافيردي من رئاسة الحكومة خلفا لسيلفيلا، ولكن أزاحه أنطونيو مورا في ديسمبر 1903 وحل محله في قيادة الحكومة. وفي الحزب الليبرالي فإن الانقسام داخل الحزب كان أكبر من ذلك، لأن هناك خمسة مرشحين لخلافة ساغستا وهم: إيوجينو مونتيرو ريوس وخوسيه لوبيز دومينغيز وسيجسموندو موريت وفرانسيسكو روميرو روبليدو وخوسيه كناليخاس. وكانت النتيجة هي إضعاف كلا الحزبين، وأيضا لم يتم التناوب على السلطة بينهما. فقد حكم حزب المحافظين بين 1903-1905، والحزب الليبرالي حكم بين 19051907، ولكنها عدت سنوات من عدم الاستقرار الكبير. خلال الفترة المحافظين كانت هناك "خمسة أزمات إجمالية [للحكومة] مع أربعة حكومات مختلفة وتقريبا 66 وزير. أما فترة الليبراليين فخلال عام ونصف كانت هناك خمس حكومات ليبرالية.
وأشار سانتوس جوليا قائلا:«مع وفاة ساغاستا [وانسحاب سيلفيلا] أصبح من الواضح تكرار ماحدث في الماضي: تعمل أحزاب [التداول السلمي] بنظام ائتلاف بين الفصائل، كل فصيل يقوده زعيم يحكم قطاع من الوجهاء وشبكة من الزعماء المحليين. أما الطبقة السياسية لفترة العودة فإن المشكلة في بداية عهد ألفونسو الثالث عشر كان المحافظة على تماسك النخب المؤسِسة للنظام خلال «إعادة تجديده» تحت قيادة جديدة، أي أنه قام بتنظيف إجراءاته بهدف الحصول على قوة حقيقية في اتجاهاته؛ بالواقع تلك مهمة معقدة لأن تماسك الأحزاب التي شكلتها الفصائل المستفيدة يتطلب أساليب متناقضة مثل نزاهة حق الاقتراع وهي مصممة لقياس قوة الأحزاب جماهيريا».
بدأ نظام التداول السلمي (بالإسبانية: Turnismo) بالإفلاس في كاتالونيا. فاحتشاد المواطنين ضده قد وضع حد لنظام الزعماء المحليين بدءا بمدينة برشلونة، حيث استجابت نتائج الانتخابات للتغيير في أفكار الناخبين. كان هذا ممكناً لأن قوتين سياسيتين تمكنت من إزاحة الأحزاب الحاكمة خارج نظام التداول: كاتالونيو المجموعة الإقليمية وجمهوريو اليخاندرو ليروكس.
كانت النجاحات الانتخابية للجمهوريون هي نتيجة عمل جيل الشباب لتجديد الجمهورية القديمة بقيادة الصحفي اليخاندرو ليروكس في برشلونة، والصحافي والكاتب فيثينتي بلاسكو إيبانييث في فالنسيا. أظهر انتصارهما في الانتخابات أن نظام «الأوليغاركية والزعماء المحليين» يكون ممكنا فقط في كبرى المدن لتعبئة الأصوات لنيل مقاعد في البرلمان.

### تدخلات الملك الجديد

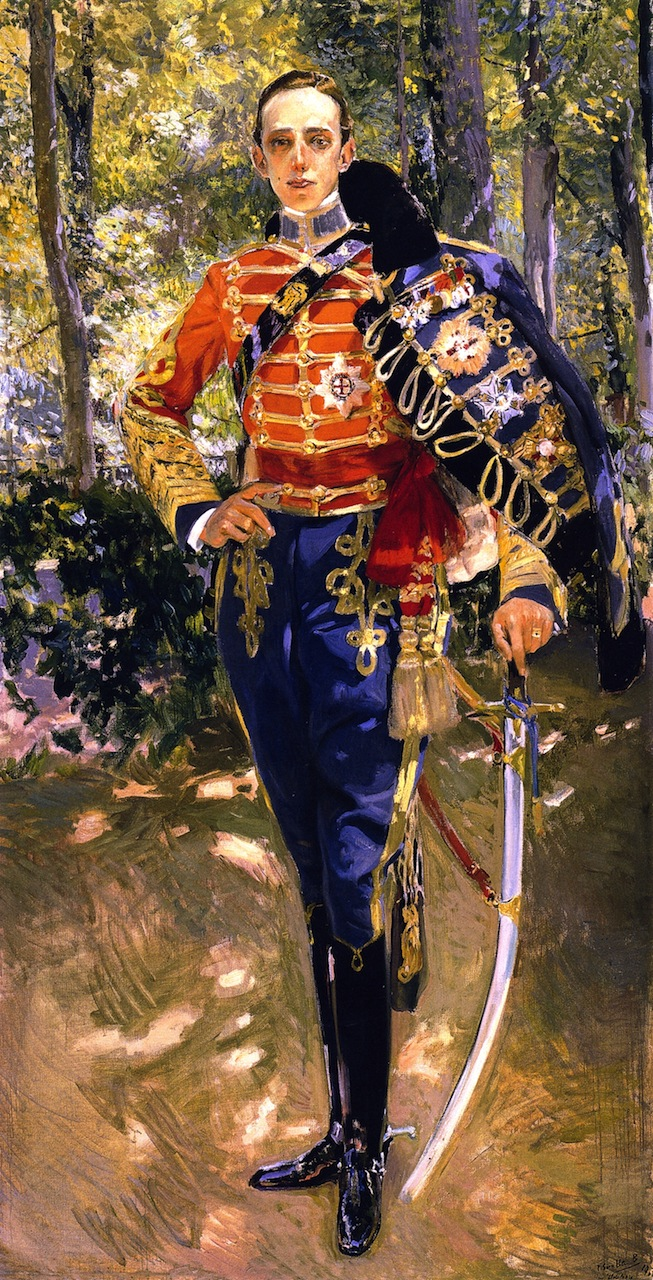
صورة ألفونسو الثالث عشر مع زي الفارس, بريشة خواكين سورويا (1907).

عندما تولى الملك الشاب العرش عندما كانت تداعيات كارثة 98 لا تزال ماثلة وأيدت أحزاب نظام التداول والمعارضة الجمهوريون إعادة إحياء إسبانيا. في هذا السياق طلب بعض السياسيين أمثال النائب الليبرالي خوسيه كاناليخاس أن يكون هناك دور أكثر نشاطًا للتاج كي «يجلس واضعا يده اليمنى على الأمة» ليبحث عما يطلبه الناس ويحتاجونه وأن ينأى بنفسه عن المهام الصارمة «سلطة اعتدال» بموجب الدستور 1876. وبعد أسبوع واحد فقط من أداء الدستور قام زعيم المنظمة التجديدية الرئيسية الوطني خواكين كوستا بتوضيح ألفونسو الثالث عشر الإصلاحات التي يجب أن تعتمد حسب رأيه.
ومع ذلك لم يكن ألفونسو الثالث عشر بعيداً عن تلك «البيئة المتجددة»، وعلى حد تعبير المؤرخ سواريس كورتينا كما يتضح من التعليق التالي في إحدى اليوميات سنة 1902:
ووفقًا للكونت رومانونس وزير وزارة التعليم العام والفنون الجميلة حديثة الإنشاء في حكومة ساغاستا الليبرالية فإن الملك الشاب اجتمع في أول مجلس وزراء بعد أداء اليمين فظهرت علامات القلق من ممارسة سلطاته، لا سيما في المسائل العسكرية كما اقر له الدستور «ويتصرف كما لو أنه لم يفعل شيئا في حياته سوى ترأس الوزراء».
على الرغم من حدوث تضارب بين الملك والحكومات في مواضيع عدة -عندما وضع الملك صعوبات في منح وسام الفونسو الثاني عشر للكاتب بينيتو بيريث جالدوس وهو جمهوري معروف أو عندما قبل دون أن يستشير الحكومة دعوة ملك إنجلترا لزيارة تلك الدولة والتي اضطر في النهاية إلى رفضها- كانت القضايا العسكرية هي التي سببت أكثر الاحتكاكات. ففي مارس 1903 قدم فيرنانديز فيلافيردي وزير العدل في حكومة سيلفيلا المحافظة استقالته بسبب معارضة الملك تخفيض عدد الأفراد العسكريين بالرغم من أنه قيل حينها أن فيلافيردي استخدم تدخل الملك ذريعة لمغادرة الحكومة.. وتدخل أيضا في مسائل عسكرية صغيرة مثل تعديل مرسوم بشأن إعادة التنظيم العسكري لجزر البليار.
أما الأزمة التي وضعت حدا لحكومة سيلفيلا في منتصف 1903 بدأت بانتقاد تدخل التاج في الحياة السياسية. فنشرت هيرالدو دي مدريد: «يبدو أن هناك غرض إثبات أنه لا توجد قوة في إسبانيا أكثر من قوة الإرادة الملكية. فيميل اليوم إلى اليسار وغدا نحو اليمين، ليس وفقا لنتائج المناقشات البرلمانية... ولكن وفقا للنصيحة والرياح التي تسير في مناطق ليست بالضرورة دستورية أو برلمانية». امتدت الانتقادات إلى تصرفات أخرى. فقد اشتكى الجمهوري نيكولاس سالميرون في البرلمان من ان الملك قد أرسل تحية إلى الجنرال زابينو لتدخله في إضراب بلباو دون موافقة الحكومة. عندما تولى مورا منصبه في ديسمبر 1903 تحدَّث الجمهوريين من أن هناك أزمة شرقية (القصر الملكي) جديدة، وذكروا أنها بلمسة «أنثوية» في إشارة إلى تدخل مزعوم للملكة الأم الوصي السابق ماريا كريستينا دي هابسبورغ

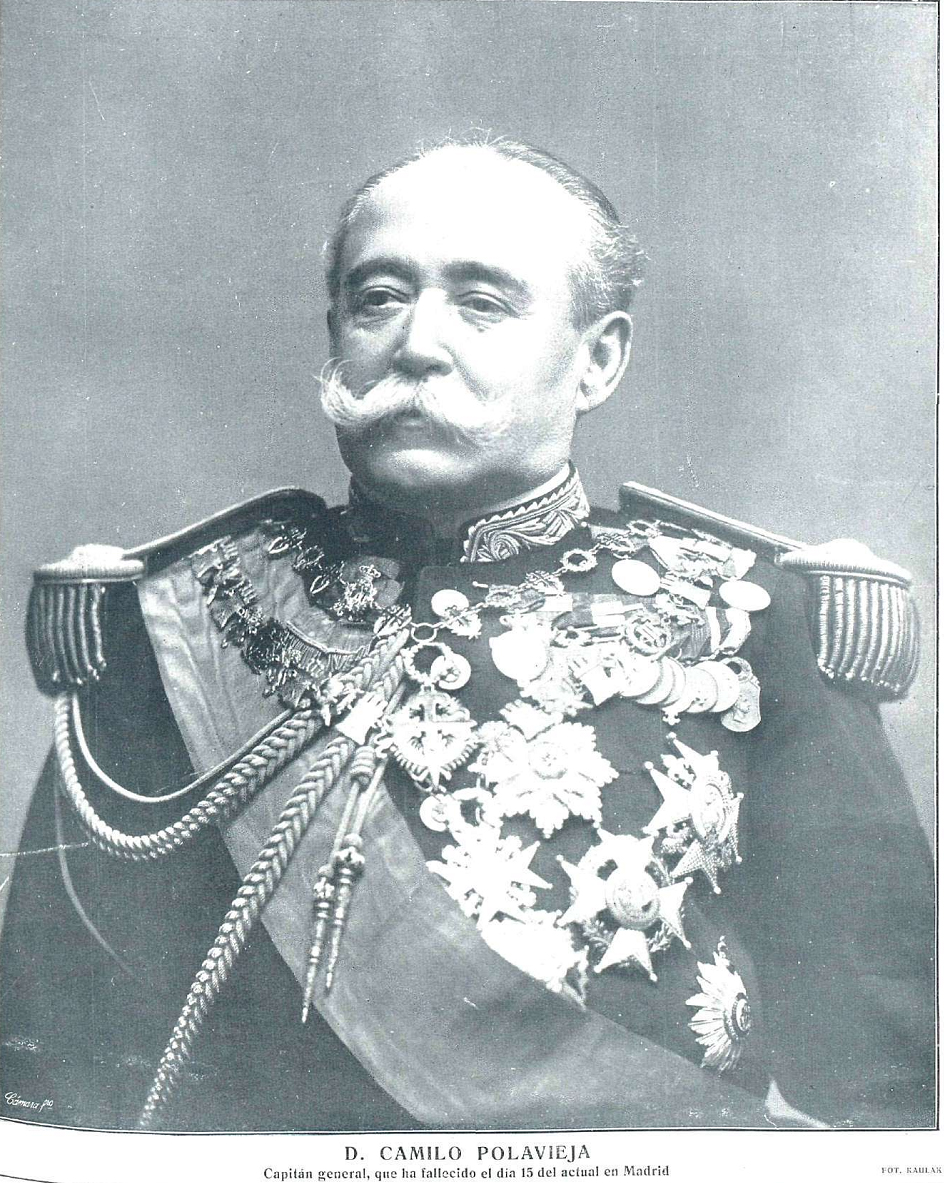
الجنرال كاميلو بولافيخا الذي عين رئيسا لهيئة الأركان الملك على حكومة أنطونيو مورا.

وحدث أول تدخل كبير للملك في ديسمبر 1904 عندما رفض المصادقة على ترشيح رئيس أركان الجيش مما اضطر رئيس الوزراء المحافظ أنطونيو مورا للاستقالة بعدها. كانت الحكومة تريد تعيين الجنرال لونيو لكن ألفونسو الثالث عشر فضل الجنرال بولافيخا ولم يبد الملك أي مرونة في محاولة مورا فأرسل إليه الملاحظة التالية:«إن الصعوبة التي نشأت بسبب تعيين رئيس هيئة الأركان المركزية للجيش عبرت عن تقدير مجلس الوزراء بالإجماع، وفرض عليها التزام مؤلم بوضع استقالتها بين أيديكم». في المشاورات التي بدأها الملك لتشكيل حكومة جديدة لمورا، والذي اعتبره «رئيس معفي» وليس «مستقيل». ولكن مورا اظهر «قراره المطلق بعدم تشكيل حكومة جديدة» مكررا معارضته للملك بتعيين كبار ضباط الجيش دون موافقة الحكومة. فخلفه الجنرال أثكاراجا في رئاسة الحكومة لكن هذا استمر بضعة أسابيع، ثم عين فرنانديز فيلافيردي في يناير 1905. بعد أقل من نصف سنة سلم الملك السلطة إلى الليبراليين وكانت تلك نصيحة مورا.
وفقا لسانتوس خوليا فقد كشفت تلك الحادثة عن اثنين من الرهون العقارية الكبرى التي من شأنها أن تواجه أي محاولة للانتقال إلى ملكية برلمانية حقيقية: 1-الرهانات العسكرية - «اكتشف الجيش قدرتهم بالضغط على الملك لحل صداماتهم مع الحكومة»- 2-الرهانات غير الدستورية للتاج - يمكن للملك استبعاد رئيس الحكومة دون الشعور بالتقيد بإرادة الحزبين الكبيرين. «ابتعد التاج عن دوره التعسفي البحت في التناوب المتفق عليه بين الطرفين وبدأ في الاضطلاع بدور حاسم في صراعات الفصائل لقيادة الحزب نفسه».
ولكن تفسير خافيير توسل وزوجته جنوفيفا غارسيا اختلف عن سابقه:"إن رغبته في المساهمة في ماعتبره خير للبلاد دفعه إلى المطالبة بالصلاحيات الممنوحة له حسب النص الأساسي، على الرغم من أن ذلك قد يتعارض مع تفسير دستور عام 1876 الذي قلل من ممارسته المعتادة لتلك الصلاحيات. [...] لا ننسى أيضًا أن حجج الفونسو الثالث عشر فيما يتعلق بالتعيين كانت قوية: فهو لم يقترح أي مرشح لهذا المنصب عدا الماركيز بولافيخا الذي لعب دورًا حاسمًا في أول حكومة لسيلفيا وكانت عنده خبرة طويلة ساعدته بنيل تأييد الملكة الأم.

### المسألة الدينية: المؤيدين والمعارضين
وكما أشار المؤرخ مانويل سواريز كورتينا:«منذ 1900 اكتسبت المواجهة بين العلمنة والكنيسة وضعا مبهم منذ ذلك الحين. فقد تواجهت الثقافتان (الكاثوليكية والعلمانية) في البرلمان وفي الصحافة وفي الشارع حيث حاولت كلا منهما تشكيل نموذج للمجتمع والثقافة والديناميكيات التشريعية من ميزانياتهما ومصالحهما، فواجها بعضها بعضا بطريقة مفتوحة». وفقا لهذا المؤرخ استجابت المسألة الدينية في الحياة السياسية لعملية العلمنة التي مر بها المجتمع الإسباني في ذلك الوقت ونشطت الكنيسة الكاثوليكية لوقفها. وهكذا جرت المواجهة بين مؤيدي الكنيسة ومناهضيها التي وصلت أيضاً إلى الأحزاب الحاكمة. فشرع الليبراليون الذين وصفوا بأنهم أعداء الكنيسة بإيقاف نمو الطوائف الدينية وذلك بإخضاعهم لقانون الجمعيات لسنة 1887. في حين دعم المحافظون الكاثوليك الكنيسة معارضين بالكامل هذا الطلب

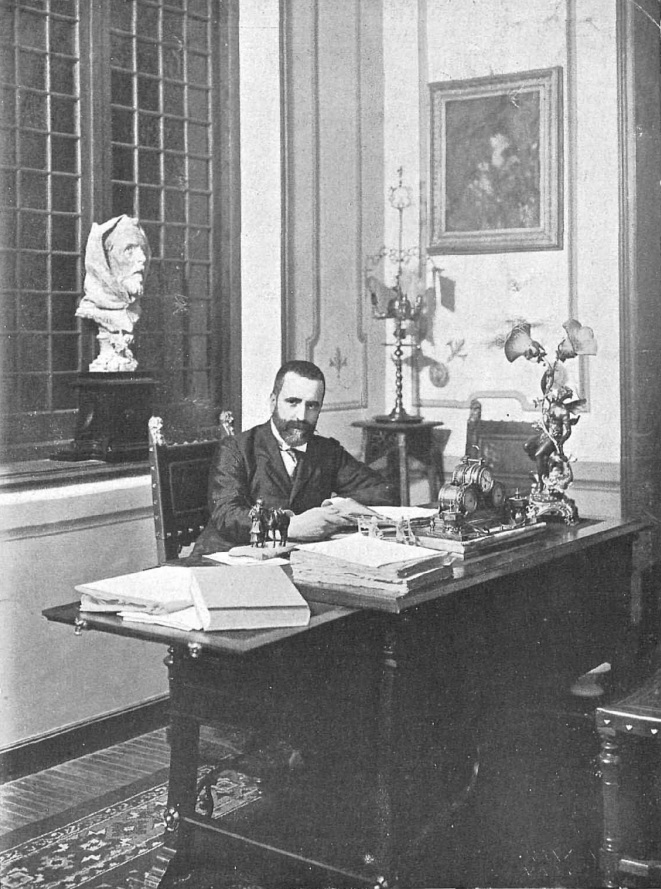
الليبرالي خوسيه كناليخاس من مناهضي الكنيسة في مكتبه سنة 1901.

كانت هناك أيضاً اختلافات داخلية بين المحافظين والليبراليين حول كيفية التعامل مع المسألة الدينية. فحكومة ساغاستا الليبرالية انقسمت حول كيفية الحد من أنشطة الطوائف الدينية المتزايدة، وخاصة في المجال التعليمي. فقد أيدت مجموعة من الوزراء بقيادة سيجسموندو موريت التفاوض مع البابا حول قانون الجمعيات لتنظيم أنشطتها، في حين أن مجموعة أخرى قادها خوسيه كاناليخاس قد أعلنت مسبقا بضرورة «النضال في معركة ضد رجال الدين» وعارضوا التفاوض مع الكرسي الرسولي بحجة استقلالية الدولة. فتم فرض رأي الأول فترك كاناليخاس الحكومة، وقدم بعد ذلك سلسلة من المسيرات فرضت في فالنسيا لصالح نظام ملكي ديمقراطي من شأنها أن توقف الرجعية. فكاناليخاس يشبه الجمهوريين وكثير منهم حضر مؤتمراته الانتخابية لتعريف الكنيسة الكاثوليكية التي كانت في ذلك الوقت تعادي بشدة الليبرالية، بالرغم من أن الدستور 1876 ضمن لها مكانة متميزة واعترف بها باعتبارها دين الدولة الرسمي. وقد قال كاناليخاس من أليكانتي «أن إسبانيا منقسمة إلى معسكرين: الرجعية والأحرار».
من بين المحافظين كان أنطونيو مورا أكثرهم "تدينا". خلال حكومته الأولى (ديسمبر 1903-ديسمبر 1904) كان عليه أن يواجه صراع خطير في مدينة فالنسيا معقل الجمهوري فيثينتي بلاسكو إيبانييث أثناء محاولته وضع برناردينو نوزاليدا على رأس مطرانية فالنسيا وهو رجل دين اعتبره اليسار صورة حية للإكليروس واتهم بأنه غير وطني ومرتبط بالبابوية بعد أن بقي على رئيس أساقفة مانيلا لعامين من فقدان الفلبين. كما ذكر خافيير مورينو لوزون:"اشتهر اتباع بلاسكو بتفجير المواكب الدينية"، وتحولت مدينة فالنسيا إلى "أثينا البحر المتوسط حيث كرست الشوارع لفيكتور هوغو أو فرانسيسكو بي ولمواجهتهم ظهرت مجموعة بلنسية الكاثوليكية سنة 1901 التي أعلنت أنها ملتزمة ب "صراع كبير بين الإنكار والتأكيد وبين الحقيقة والخطأ وبين الثورة والنظام وبين الفوضى والمبادئ التقليدية والأسس الأبدية للمجتمع".
من ناحية أخرى نال مورا الموافقة على الاتفاقية التي وقعها البابا بيوس الخامس وألفونسو الثالث عشر والتي اعترفت بوضع قانوني كامل للطوائف والمجمعات الدينية.

### قضية «مجلة كوكات» وقانون الاختصاص 1906

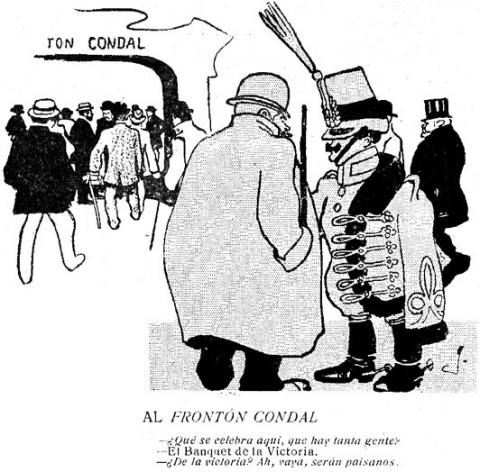
ظهرت المقالة القصيرة في المجلة الساخرة Cu-Cut! التي أثارت غضب الجيش، وكتبت بالحاشية السفلى بالكاتالونية:
ماذا يحتفل هنا؟ أرى الكثير من الناس
-وليمة النصر.
-النصر؟ حسنًا انهم سيكونون أبناء البلد.

بتاريخ 25 نوفمبر 1905 قامت مجموعة من الضباط في برشلونة بمداهمة الأسبوعية الكاتالونية الساخرة كوكات "Cu-Cut!" بعد نشرها مقالة قصيرة سخرت بها هزيمة الجيش الاسباني. كما تم الاعتداء على كتاب مطبوعة كاتالونية أخرى وهي صحيفة La Veu de Catalunya. وسببت تلك الأحداث ضجة هائلة. حاولت فيها حكومة إيوجينو مونتيرو ريوس الليبرالية فرض سلطتها على الجيش واتفقت على عدم الاستسلام لضغط القادة العسكريين الذين أظهروا دعمهم للضباط المتمردين، على الرغم من إعلانه حالة الحرب في برشلونة في 29 نوفمبر -على مايبدو تحت ضغط الملك-. ولكن الحكومة لم تنل دعم الملك الذي أيد موقف الجيش، مما اضطر مونتيرو ريوس إلى الاستقالة. فاستلم الحكومة الليبرالي سيجسموندو موريت الذي أمره الملك أن يمنع الهجوم على «الجيش والرموز الوطنية»، ولإرضاء الجيش عين الجنرال أغسطين لوك وزيرًا للحرب أحد كبار الضباط الذين أشادوا بالاعتداء على Cu-Cut وسرعان ماوضع قانون منع التطاول على الوطن والجيش الذي أقره البرلمان وعُرِف باسم قانون الاختصاص القضائي (Ley de Jurisdicciones)، الذي من تلك اللحظة تكون محاكمة العسكريين من اختصاص السلطة القضائية العسكرية
وفقا للمؤرخ سانتوس جوليا:"استسلمت الحكومة للجيش بفضل الثقل الذي وضعه التاج على المنصة العسكرية وبنتيجة طويلة المدى: وافق الكورتيس على القانون الذي خلق فيه مجالًا للقوة العسكرية المستقلة في سابقة من الاستسلام للتمرد العسكري. أعطى هذا القانون خطوة عملاقة لعسكرة النظام العام". وفقًا لمؤرخ بورخا دي ريجور:«بتغاضيه عما فعله الضباط في برشلونة فقد ترك الملك النظام السياسي عرضة لضغوط وابتزاز جديد مما أضعف سيادة السلطة المدنية بقوة أمام النزعة العسكرية». ويختلف تفسير المؤرخان خافيير توزيل وجينوفيفا غارسيا عن الأخرين. فوفقا لهم:«حدث تدخل الملك مرة واحدة فبان العجز الأولي للحكومة [من مونتيريوس ريوس] من فرض نفسها. مما أجبر الجنرال باسكاران الرئيس الثاني للجيش الرابع بأن يذهب إلى الثكنات في مدريد ويهدئ المواقف المتحمسة ووعد باسم الملك بتعديل التشريع بهذا المعنى. [...] يمكن وصف دور الملك في ذاك الوقت بكونه وسيطًا بين السلطة المدنية والعسكرية في إطار مؤسسي غير ديمقراطي، فإذا اتخذ الأول القرارات الرئيسية، فإن الثاني يكون قادرًا على التصرف بالإجماع وتحقيق الاستقلالية بل وحتى الإذعان».
فتحت الموافقة على قانون الاختصاص أزمة داخل الحزب الليبرالي الذي تمت تسويته باستقالة موريت في يوليو 1906. وتبعتها ثلاث حكومات ليبرالية أخرى، لكن الخلافات بين فصائل الحزب استمرت حتى دعا الملك أنطونيو مورا زعيم حزب المحافظين لتشكيل الحكومة في يناير 1907.
ردًا على إفلات المسؤولين عن أحداث Cu-Cut! من العقاب وقانون الاختصاصات شكل في كاتالونيا في مايو 1906 ائتلاف كبير برئاسة الجمهوري نيكولاس سالميرون والذي اندمج فيه الجمهوريين -باستثناء حزب اليخاندرو لاروكس- والكاتالان -المجموعة الإقليمية لكاتالونيا والاتحاد الكاتالاني والمركز الجمهوري القومي وهي مجموعة منشقة من المجموعة الإقليمية قبل بضعة أشهر- وحتى الكارليون الكاتالونيون. وكانت المظاهرات حاشدة كتلك التي أقيمت في برشلونة في 20 مايو 1906 والتي جمعت 200,000 شخص مما دل على نجاحهم المذهل. وتمكن التكتل الكاتالوني من الفوز في انتخابات 1907 ب 41 نائبًا من أصل 44 حصيلة كاتالونيا. وبعد ذلك الفوز -كما أكد بورخا دي ريجور- تغيرت الأمور في الحياة السياسية الكاتالونية وكذلك حكومات مدريد بل والتاج نفسه، يجب أن نفترض حقيقة أن المسألة الكتالونية أضحت إحدى أكثر المسائل إثارة للقلق في الحياة السياسية الإسبانية».

## حكومة أنطونيو مورا الطويلة (1907-1909)

### سقوط موريت وصعود مورا

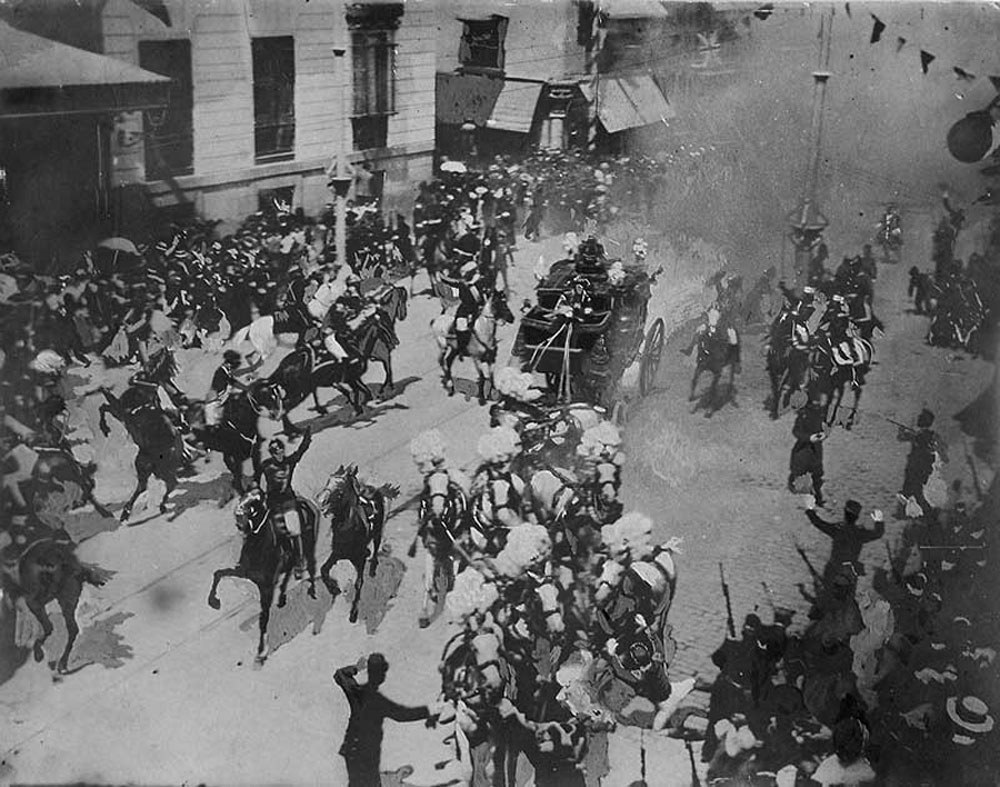
صورة تاريخية تظهر ثوان بعد الاعتداء على موكب الملك ألفونسو الثالث عشر وفيكتوريا أوجيني في يوم زفافهما 31 مايو 1906.

فتح تمرير قانون الاختصاص أزمة داخل الحزب الليبرالي ولم تهدأ إلا باستقالة سيجيسموندو موريت من منصبه في يوليو 1906. وأعقب ذلك ثلاثة رؤساء آخرين لحكومات ليبرالية، ولكن استمرت الخلافات بين فصائل الحزب حتى دعا الملك زعيم حزب المحافظين أنطونيو مورا في يناير 1907 لتشكيل الحكومة. وقد ربط المؤرخ مانويل سواريز كورتينا استقالة موريت بالهجوم الذي قام به الفوضوي ماتيو مورال لقتل الملك وزوجته فيكتوريا أوجيني من باتنبرغ حفيدة الملكة فيكتوريا ملكة بريطانيا يوم زفافهما 31 مايو 1906، إلا أنهما لم يصابا بأذى. أما خافيير توسيل وجنيفوفا فعزوا ذلك إلى النقيض من ادعائه لينال من الملك على حل آخر للبرلمان لتوفير أغلبية مريحة مع الليبراليين لبرنامج «مؤسف حقا»، ووفقا للسفير البابوي فقد كان يهدف إلى تنفيذ جملة من الأمور مثل الاعتراف بالزواج المدني وعلمنة المقابر.
بعد الاستخدام الصحيح للنظام السياسي لعودة البوربون، نال أنطونيو مورا من الملك على قرار حل الكورتيس والدعوة إلى انتخابات جديدة للحصول على أغلبية واسعة في البرلمان. في تلك المناسبة عمل وزير الداخلية خوان دي لا سيرفا بشكل كامل من أجل تلبية تطلعات مختلف الفصائل المحافظة على حساب الحزب الليبرالي الذي نال على عدد أقل من المقاعد مما في الصناديق كما اعتاد أن يتوافق ذلك مع الحزب الذي انتقل بعدها إلى المعارضة مما أثار احتجاجاتهم. أما الحدث الآخر العظيم في الانتخابات فكانت الانتصار الساحق لائتلاف التكتل الكاتالوني الذي حصل على 41 نائبًا من أصل 44 عضوًا من كاتالونيا.

### مشروع الثورة من القمة

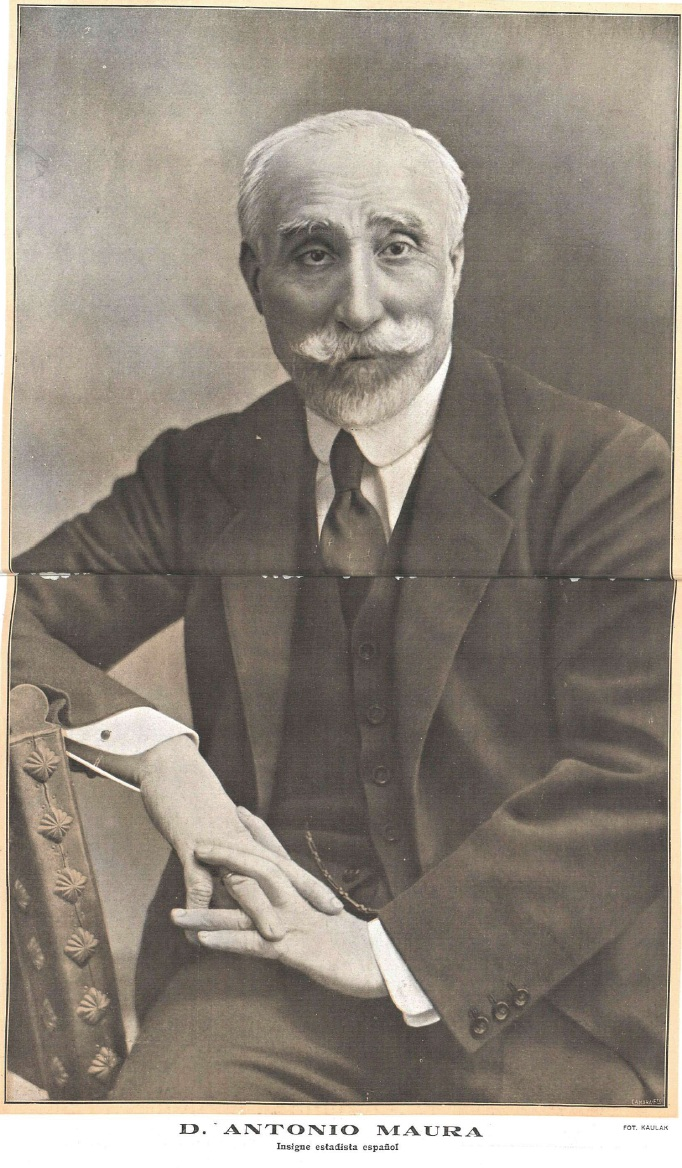
أنطونيو مورا.

أطلق مورا مشروعه «الثورة من القمة» بين سنوات 1907-1909 في نظام العودة -وهو إصلاح النظام السياسي للمؤسسات بمبادرة من الحكومة نفسها- وكان غرضه الأساسي هو الحصول على دعم شعبي لنظام الملك ألفونسو الثالث عشر يضع حدا لتسلط الزعماء المحليين. وفقا لما قاله خافيير مورينو لوزون، كان لدى مورا "قناعة مفادها أن أي بلد ريفي وكاثوليكي مثل إسبانيا لن يتم التحكم فيه إلا بتعزيز آليات القمع إذا لزم الأمر، وسيكون لصالح التاج والكنيسة والنظام الاجتماعي الأساسي، وتلك هي رغبات المحافظين". ومع ذلك فقد بدأت حكومة مورا بداية غير متناسقة لأنه في الانتخابات التي جرت استخدم شبكة الزعماء المحليين للوصول إلى أغلبية كبيرة في الكورتيس. كانت المهمة الأولى الموكلة إليه هي الموافقة على القانون الانتخابي الجديد.
من أهم المستجدات التي أدخلت في قانون الانتخابات والذي تمت الموافقة عليه في أغسطس 1907 لتعديل قانون 1890 هو نقل عملية إعداد القوائم الانتخابية من البلديات إلى المعهد الوطني للإحصائيات، وأيضا ايقاف السيطرة على العملية الانتخابية التي تتوافق مع مجلس التعداد المركزي. كما تم تجريم الخداع في الانتخابات، وفي بعض حالات الاحتيال تحول القضية إلى المحكمة العليا. ومن ناحية أخرى طبق التصويت الإلزامي للتشجيع على المشاركة في الانتخابات، وانشئت المادة 29 للتأكيد بعدم عقد انتخابات في الدوائر الانتخابية التي بها مرشح وحيد مما يعني أنه فائز تلقائيا. وهدفت كل تلك التدابير على إنهاء التزوير بالانتخابات.
لكن غرض مورا المعلن لجعل القانون الانتخابي الجديد يحقق انتخابات «صادقة» لم يتم الوفاء به لأنه لم يتخل عن الدوائر ذات العضو الواحد، وهي قاعدة قوائم المرشحين الذين يثبتون فوز الحزب الحكومي. وفوق ذلك ازداد الاحتيال بسبب تطبيق المادة 29 حيث قال مانويل سواريز كورتينا:«في بعض الانتخابات كان هناك ثلث البرلمان نجحوا بسبب هذا الإجراء. وكان ذلك في انتخابات 1910 وما تلاها؛ ففي حين بقي النظام البرلماني ساري المفعول إلا أنه تم انتخاب أكثر من مائة نائب بموجب المادة 29». وبالتالي ووفقا لهذا المؤرخ فإن نتيجة الإصلاح الانتخابي هي أنها «أعاقت المنافسة الانتخابية والانفتاح على قوى اجتماعية وسياسية جديدة».

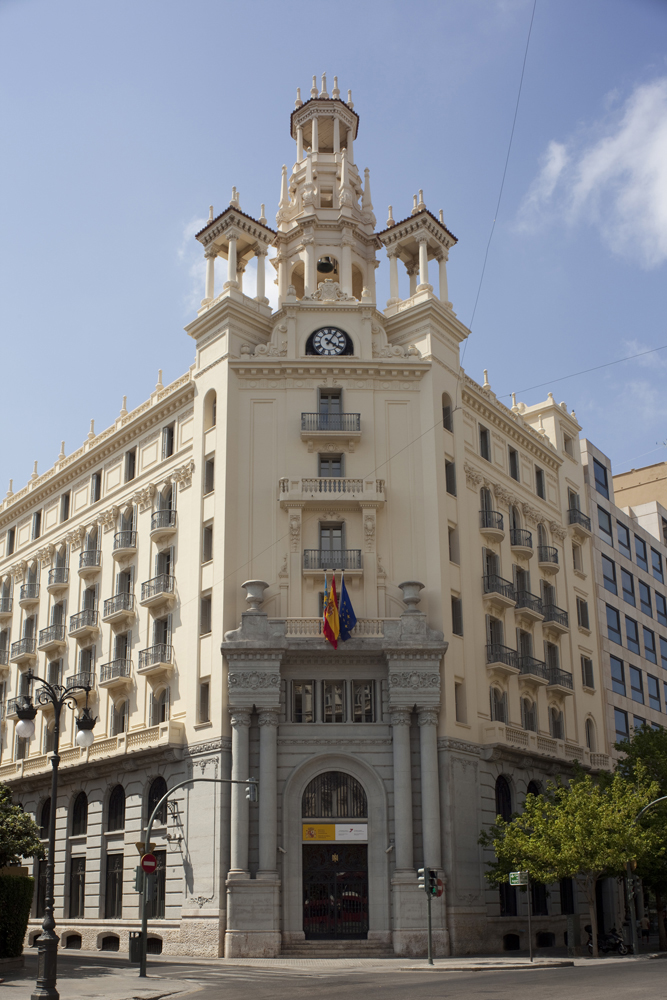
المؤسسة الوطنية للضمان الاجتماعي في فالنسيا المعروف باسم كازا ديل خافو بناه المهندس المعماري إنريكي فيدما فيدال.

ومما لا شك فيه أن مشروع مورا الرئيسي كان هدفه إصلاح الإدارة المحلية لمنح البلديات ومجالس المقاطعات حكم ذاتي حقيقي «وهي التي عانت بشدة من موارد شحيحة وبالتالي قدمت خدمات ناقصة». ووفقاً لسواريز كورتينا كان من المتوقع أن تتمكن البلديات من «امتلاك أو الحصول أو التصرف في السلع والخدمات التي كانت تعتمد في السابق على الحكومة» من خلال منحها صلاحيات «في مسائل الأمن والأشغال العامة والصحة والرعاية الاجتماعية والتعليم». اقترح مورا نظاما تعاونيا انتخابيا للبلديات، فنال دعم نواب الرابطة الإقليمية لكاتالونيا إحدى مكونات التكتل الكاتالوني، الذي أيد أيضا إمكانية أن يفتح المشروع بابا لإنشاء مجلس لتنظيم إقليمي يدير خدمات معينة، لأن ذلك يمكن أن يكون هيئة تمثل كاتالونيا كلها. إلا أنه بالنهاية لم توافق المعارضة الليبرالية على المشروع لأنهم عارضوا بالأساس على تصويت النقابات، فقد لجأوا إلى التعويق البرلماني أثناء النقاشات.
لم يكن نهج الرابطة الكاتالونية المتبعة عقبة أمام تطوير سياسة إسبانيا القومية -مثل الالتزام برفع علم المملكة في الاحتفالات الرسمية- والتي امتدت إلى المجال الاقتصادي بحماية وتشجيع الصناعة الوطنية. وكانت أهم مبادرة هي الموافقة على برنامج إعادة الإعمار الخاص بفريق الحرب التي تم تفويضه على أحواض بناء السفن الإسبانية.
كما تعامل مورا مع القضايا الاجتماعية من خلال إطلاق سلسلة من المبادرات التشريعية المتعلقة بالراحة يوم الأحد وعمل النساء والأطفال والهجرة والإضرابات والتوفيق والتحكيم في علاقات العمل في الصناعة وما إلى ذلك. وتوج ذلك بإنشاء المؤسسة الوطنية للضمان الاجتماعي.
خطط وزير الداخلية الاستبدادي خوان دي لا سييرفا بوضع سياسة النظام العام. وكان مشروعه الرئيسي هو قانون مكافحة الإرهاب الذي سمح للحكومة بإغلاق الصحف والمراكز الفوضوية وإبعاد المسؤولين عنها دون أمر قضائي. هاجم الجمهوريين والاشتراكيين قانون مكافحة الإرهاب واعتبروه تهديد للحريات، انضم إليهم الليبراليين الذين عارضوا القانون أيضا. مما أدى ولادة «كتلة اليسار» التي قادتها ثلاث من كبرى صحف مدريد الليبرالية الموثوقة وترسخ الاحتفال بتجمع كبير «ضد مورا وعمله» في مسرح الأميرة مدريد في 28 مايو 1908، أي بعد ثلاثة أسابيع من صدور القانون لأول مرة من مجلس الشيوخ. وفي سبتمبر بمناسبة الاحتفال بذكرى ثورة 1868 امتلأ التحالف المناهض لمورا من الليبراليين والجمهوريين.

### الأسبوع المأساوي وسقوط مورا
إستفادت كلا من فرنسا وإسبانيا من الأزمة الداخلية في المملكة العلوية المغربية فوقعتا معا اتفاقا في أكتوبر 1904 -بموافقة بريطانيا العظمى- بإقامة «مناطق نفوذ» لكل منهما «لضمان» حكم السلطان. إلا أن احتجاج ألمانيا قد اضطرهم لعقد مؤتمر دولي حول المغرب في الجزيرة الخضراء أوائل سنة 1906 ونتيجة لذلك تم التوقيع على معاهدة أبقت المغرب بموجبها على استقلالها لكنها منحت السيطرة على موانئها المفتوحة للتجارة الأوروبية إلى فرنسا وإسبانيا كضامنين للنظام في السلطنة العلوية. في ذلك العام نفسه توصلت إسبانيا إلى اتفاقية لاستغلال مناجم الحديد في الريف والتي تم تأسيس الجمعية الإسبانية للمناجم التابعة لها وبدأت في 1908 ببناء سكة حديد للتعدين من مليلية.

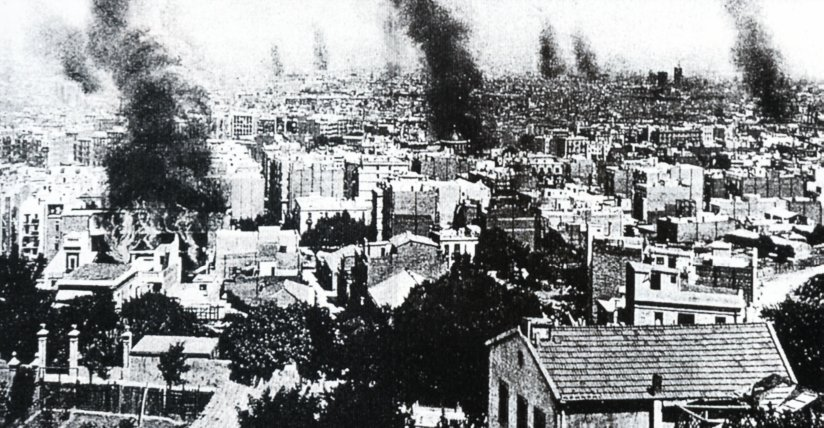
أصبحت برشلونة ("مدينة محروقة") خلال الأسبوع المأساوي.

في 9 يوليو 1909 هاجم رجال قبائل الريف عمال بناء السكة الحديد -قُتِل أربعة من العمال الإسبان- فأرسلت قوات من مليلية لكنها واجهت مقاومة لم تتوقعها، فقررت الحكومة إرسال تعزيزات من إسبانيا، فسار 44,000 جندي العديد منهم من جنود الاحتياط متزوجين ولديهم أطفال. مما أثار موجة من الاحتجاجات ضد حرب المغرب التي بلغت ذروتها بعد دخول الجيش برشلونة، فحدثت فيها كارثة الأسبوع المأساوي أحد أكثر اللحظات حرجًا في حقبة عودة البوربون.
كانت البداية في يوم الاثنين 26 يوليو 1909 عندما اندلع إضراب عام في برشلونة وسرعان ما انتشر إلى مدن كاتالونية أخرى. ووقعت في ذلك اليوم حوادث عنيفة عندما هاجم المتظاهرون العربات المنتشرة في الطرق وقد أدى الإضراب إلى أعمال شغب ضد رجال الدين أثارها الفوضويين والجمهوريين من الحزب الجمهوري الراديكالي الذي يقوده أليخاندرو ليروكس من أمريكا الجنوبية. ثم أُعلن عن الجمهورية في ساباديل، ولكن لم يتمكن التمرد من التوسع إلى بقية أسبانيا ويرجع سبب ذلك إلى قدرة وزير الداخلية خوان دي لا سييرفا الذي قدم التمرد على أنه حركة «انفصالية». في 2 أغسطس دعا حزب العمال الاشتراكي إلى إضراب عام للاحتجاج على الحرب المغربية، لكنه فشل وألقي القبض على الزعماء الاشتراكيين الرئيسيين.
كان اندلاع العنف ضد رجال الدين هو الذروة، وفقا لما قاله خافيير مورينو لوزون:"كانت سنوات من الدعاية الثورية التي انتشرت فيها الثقافة الشعبية التي عزت آفات البلاد إلى تأثير الكنيسة واعتبروها زائفة ومشئومة.

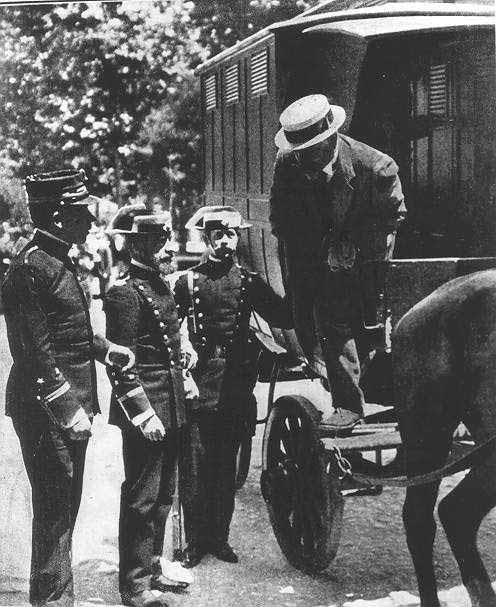
يقود الحرس المدني فيرير غوارديا إلى المحكمة

وبعد أسبوع من أعمال الشغب كانت المحصلة هي 104 مدني و8 من الحرس والجنود قتلى -والجرحى بالمئات- وأُحرق 63 مبنى دينيًا منهم 21 كنيسة و30 ديرًا. ولكن العقوبات الناتجة كانت شديدة وصعبة للغاية: أحكام بالإعدام -إعدم 5 منهم- وسجن 1700 شخص حيث حكم على 59 بالسجن المؤبد، ونفي 175 شخصا. وكان أكثر شخصية معروفة من بين المعتقلين هو والناشط الفوضوي فرانسيسكو فيرير غوارديا الذي أثار إعدامه في أكتوبر موجة من السخط في جميع أنحاء أوروبا. لم تتمكن المحكمة العسكرية من إثبات مسؤولية فيرير في الأحداث ولكنها مع ذلك حكمت عليه بالإعدام.

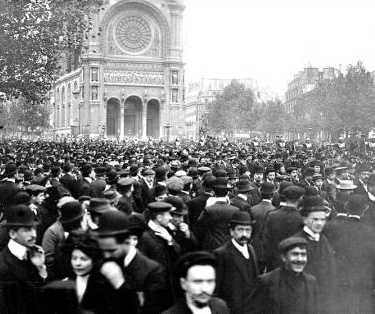
احتجاجات في باريس على إعدام فرانسيسك فيرير غوارديا (17 أكتوبر 1909).

بالبداية لم تظهر لأحداث مايعرف «بالأسبوع المأساوي» والقمع القاسي اللاحق أي عواقب سياسية. لكن العنصر الحاسم في تغيير نظرتهم للوضع كان الحملة الدولية للاحتجاج على حكم الإعدام الذي أصدرته المحكمة العسكرية ضد الناشط الفوضوي فرانسيسك فيرير غوارديا حيث اتهمته بأنه المسؤول الأول عن أحداث الأسبوع المأساوية، وتم تنفيذ الإعدام في 13 أكتوبر على الرغم من طلبات تخفيف العقوبة، وهو احتمال أنه لم يرفعه مورا. وفقا لخافيير توسيل:«كانت لدى الصحافة العالمية دافعا وعلى مدى أشهر بالاهتمام في إسبانيا، ودائماً ماكانت تنقل عنها صورةً لبلد متخلف وبربري تهيمن عليه محاكم التفتيش الدينية والملكية الرجعية».
استغل الحزب الليبرالي الاحتجاجات الدولية التي لم يكن لها اهتمام في إسبانيا للترويج لحملة مع الجمهوريين ضد الحكومة لإرباك مورا. وفي 20 سبتمبر انضم حزب العمال الاشتراكي إلى «الكتلة اليسارية» المناهضة للمورا متخليًا لأول مرة في تاريخه عن الانعزالية ورفض «الأحزاب البرجوازية». من هذا التحالف انتخب بابلو إيغليسياس السكرتير العام للحزب الاشتراكي نائبا عن مدريد في انتخابات فبراير 1910: وهي أول مرة وافق فيها الاشتراكي بدخول البرلمان الإسباني.

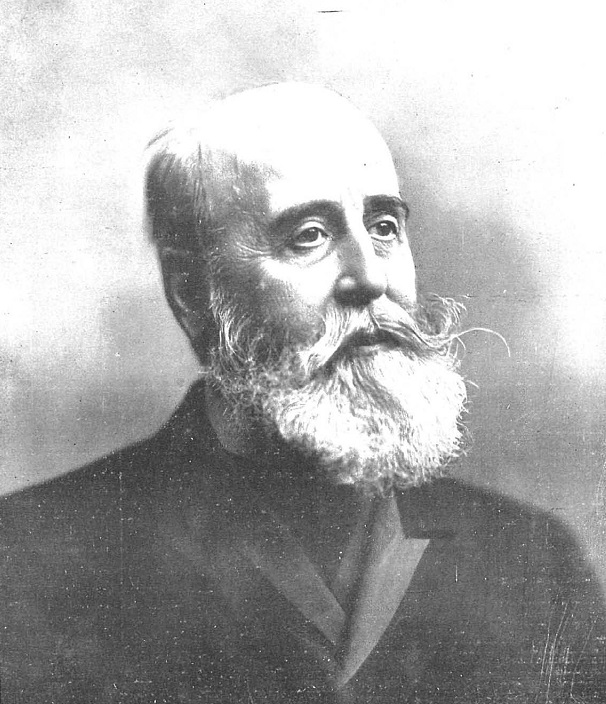
الليبرالي سيجسموندو موريت في 1909.

في 18 أكتوبر 1909 أي بعد خمسة أيام فقط من إعدام فيرير جرت مناظرة صعبة في مجلس النواب بين مورا وموريت. حيث طالب الأخير باستقالة الحكومة وناشد الملك قائلا:"إن شخصًا ما يجب أن يجعل المحافظين يدركون أنه يجب عليهم المغادرة. في العشرين من الشهر هاجم وزير الداخلية خوان دي لا سييرفا موريت بعنف شديد، وأخبره بأن سياسته عندما كان على رأس الحكومة أدت إلى التهجم على الملك وهو زعم رفض أن يسحبه. فتعقدت قضية التشهير تلك في الكورتيس عندما دعم مورا سييرفا بمصافحته. في اليوم التالي أعلنت صحيفة ليبرالية أن الوضع "خطير للغاية" لأن الليبراليين اتُهموا "باتصالات شريرة مع الفوضويين". وأكدت صحيفة "دياريو يونيفرسال" التي يملكها الليبرالي "الكونت رومانونس" أن الحكومة لا يمكن أن تستمر "إلى يوم آخر". وفي 22 أكتوبر ذهب مورا إلى القصر لمناقشة استمرارية حكومته مع الملك ولكن عندما قدم استقالته رسمياً قبلها الملك. وقال ابن مورا واسمه غابرييل بعدها بسنوات عديدة ان الفوضى تسببت بإقالة والده من منصبه رئيسا للحكومة. ثم أسمى الملك موريت بديلا عنه.
كانت عملية استبدال موريت بمورا حدثا غير عادي في حقبة عودة البوربون. فالحزب الذي كان في المعارضة وهو الليبرالي تمكن من اسقاط للحزب الذي كان في السلطة وهو الحزب المحافظ باللجوء إلى حملة في الشارع باحثا عن دعم الأحزاب "المعارضة للملكية" -الجمهوريين والاشتراكيين-. ولهذا السبب استجاب مورا إلى طلب عزله بإنهاء الاتفاقية التي استند إليها النظام السياسي للعودة. "وبذلك أدت أزمة الأسبوع المأساوي إلى انهيار التضامن الأساسي الذي ربط أبطال المنعطف الضعيف، وهو دستور 1876 ». كما قال خافيير مورينو لوزون.

## الليبراليون في السلطة (1909-1913): إصلاحات كناليخاس

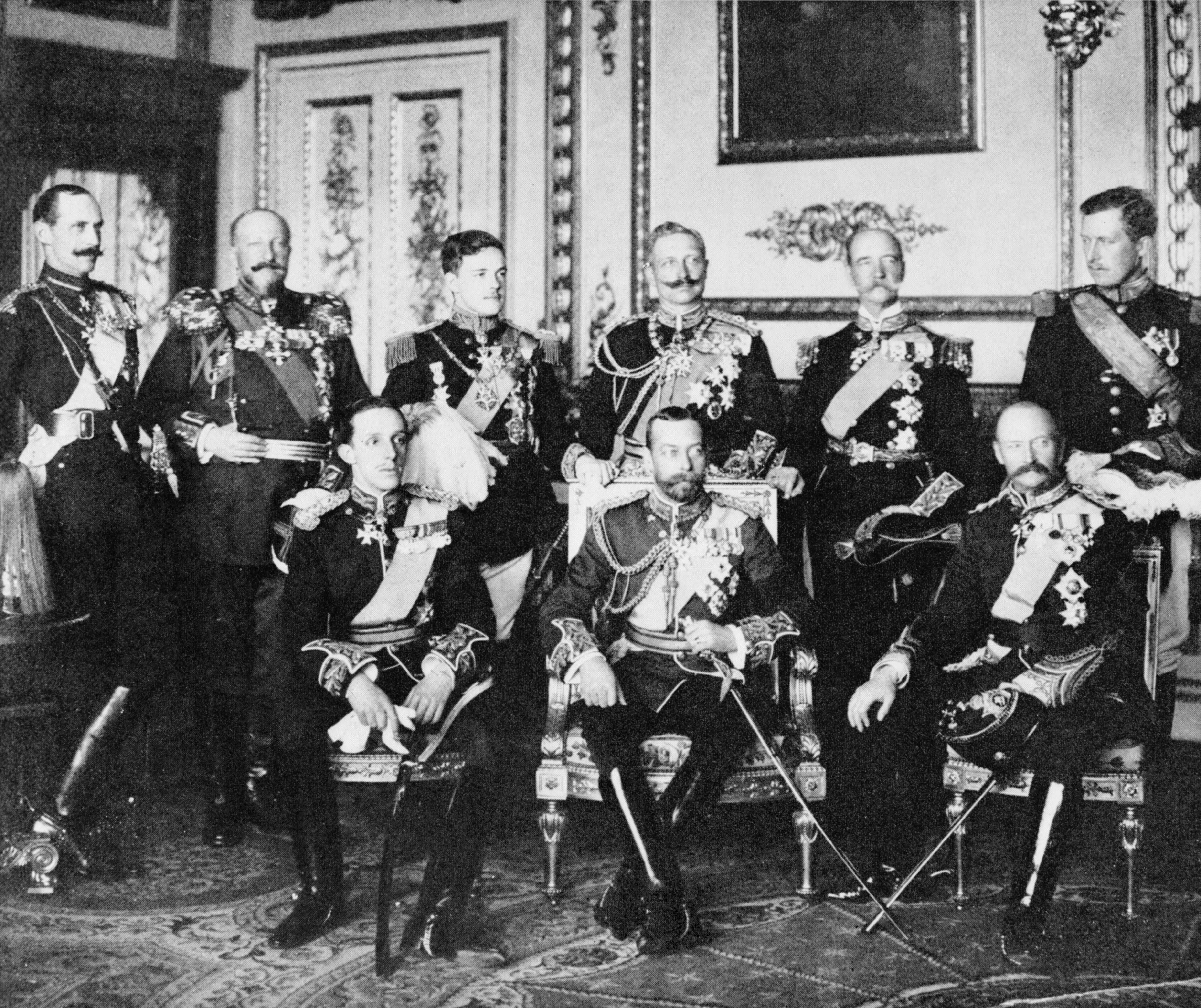
ألفونسو الثالث عشر في لندن حاضرا جنازة الملك إدوارد السابع (مايو 1910)

### مشروع كناليخاس للتجديد الديمقراطي: قانون القفل
بعد خروج حكومة أنطونيو مورا الطويلة خلفه سيجسموندو موريت بحكومته الليبرالية والتي استمرت بضعة أشهر. ولكن نهجه مع الجمهوريين فتح أزمة داخل الحزب الليبرالي مما استدعى تدخل الملك فعين في فبراير 1910 خوسيه كاناليخاس رئيسا جديدا للحكومة
وصف مشروع كناليخاس السياسي بأنه «تجديد الديمقراطية» بحيث حاول القيام بتأميم كامل للنظام الملكي تماشيا مع التجربة الإنجليزية أو الإيطالية". ومن المفارقات في هذا المشروع أن كناليخاس منح دورا خاصا للملك الذي من المفترض أنه سيتولي دورًا رمزيًا ولكن أشركه في الإصلاحات المقترحة، لذا كما أشار مورينو لوزون:"ليس من المستغرب أن يتوائم [ألفونسو الثالث عشر] تمامًا مع رئيس الوزراء الجديد.
كان برنامج حكومة كاناليخاس هو سياسة التدخل الليبرالي الذي "صوّر إدارة الدولة باعتباره العامل الرئيسي لتحديث البلاد". وهكذا تعامل مع جميع المشاكل الآنية، ومن بينها "القضية الدينية" كانت واحدة من أولوياته. فقد كان هدف كاناليخاس النهائي وفقا لخافيير توسيل:"هو تحقيق فصل ودي بين الكنيسة والدولة "التي أراد [كاناليخاس] الوصول إليها خلال مفاوضات أجريت بأقصى قدر من الحكمة". والمشكلة هي أن الفاتيكان "الذي كان مهووسا في تلك السنوات بإدانة الحداثة" لم يكن راغباً في تغيير وضع الامتياز الذي كان لدى الكنيسة الكاثوليكية في إسبانيا.

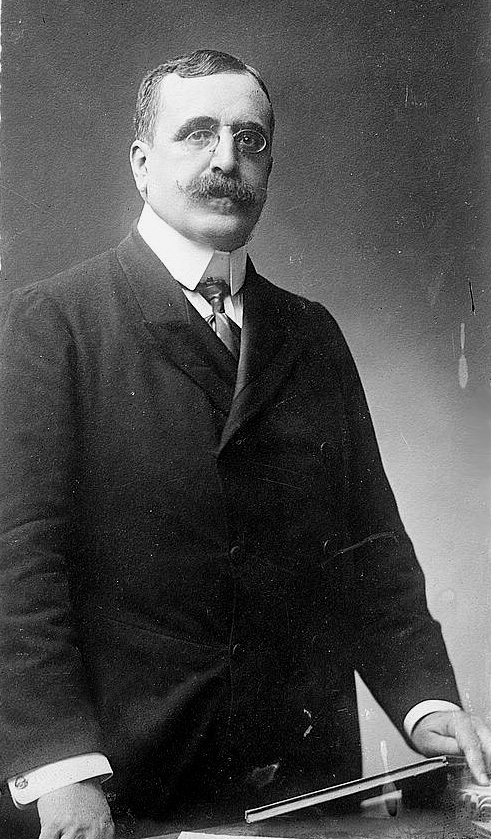
خوسيه كناليخاس.

لتعزيز مكانة الدولة واقترح كاناليخاس خفض ثقل الجماعات الدينية بسن قانون يعاملها بأنها جمعيات، باستثناء اثنتين اعترف بهما في الاتفاقية البابوية لسنة 1851. كما ناقش البرلمان القانون الجديد الصادر في ديسمبر 1910 وهو قانون انتقالي ومؤقت عرف باسم قانون القفل وفقا للذين لن يستطيعوا إنشاء جماعات دينية جديدة في إسبانيا خلال العامين المقبلين. ولكن القانون أضحى باطلاً عندما تم إقرار تعديل ينص على أنه إذا تم تمرير قانون الجمعيات الجديد بعد عامين فسيتم رفع هذا التقييد. وهذا ماحدث لأن القانون لم ير النور وواصلت أعداد الجماعات بالزيادة. ومع ذلك فقد عد كناليخاس المتدينيين الكاثوليك أعداء الدين الكاثوليكي، في الوقت الذي كانت اسبانيا تعيش تحت صدمة الثورة البرتغالية التي أنهت الحكم الملكي وأعلنت جمهورية البرتغال الأولى
ووفقًا لخوليو دي لا كويفا ميرينو:«فإن ألفونسو الثالث عشر بذل قصارى جهده لتخفيف أقصى حد لتطرف سياسة مجلس الوزراء المناهضة للكنيسة» وأصر على استعادة العلاقات الدبلوماسية مع الكرسي الرسولي واتخاذ التدابير المتفق عليها من الحكومة. في 28 يونيو من ذات السنة قدم الملك نفسه دون سابق إنذار في كنيسة سان فرانسيسكو إل غراندي، حيث أقيم الحفل الختامي للمؤتمر الإفخارستي الدولي والذي تسبب في فضيحة كبيرة في وسائل الإعلام الليبرالية. ولكن الأكبر هو عندما اجتمع في اليوم التالي في القصر الملكي مع الذين حضروا المؤتمر واحتفلوا بالمناسبة الدينية هناك: توطيد أفخارستيا وقراءة سكرتير المؤتمر لوسم إسبانيا للافخارستيا.
ووفقاً لمعظم المؤلفين فإن الملك بحضوره للمؤتمر تنكّر لسياسة كاناليخاس الدينية وبالتالي انتقدت الصحافة الليبرالية بأنه قد تعرّف أسبانيا بالإكليرليكية. ومع ذلك فقد اكد المؤرخين خافيير توزيل وجينوفيفا أن كاناليخاس كان على علم بما سيفعله الملك وأنه لم يعيقه من حضور حفل الختام وأنه دعا 55 من الأساقفة الذين تدخلوا إلى مأدبة في القصر الملكي على الرغم من نصحه بعدم الذهاب إلى الافتتاح. وبهذه الطريقة يمكن تفسير وجود الملك على أنه دليل على إرادة التوفيق بين الحكومة والفاتيكان.

### القضية الاجتماعية والنظام العام: الاستهلاك والخدمة العسكرية

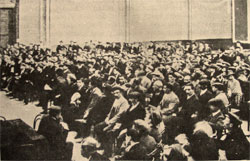
انعقاد المجلس التأسيسي للاتحاد الوطني للعمل في 1910

حققت الحكومة نجاحات في إصلاح القضية الاجتماعية. فقد كان كاناليخاس مقتنعا بأن أفضل طريقة لحل النزاعات العمالية هي التحكيم والتفاوض بين أرباب العمل والعمال، لذا فقد فضل دور الوساطة الذي قام به معهد الإصلاحات الاجتماعية الذي أنشأته حكومة فرانسيسكو سيلفيلا المحافظة سنة 1903. كما سنت تدابير تهدف إلى تحسين ظروف المعيشة والعمل للطبقة العاملة على الرغم من أنها أخفقت في إقرار قانون عقد العمل الجماعي والذي هو مشروعها الرئيسي في هذا المجال بسبب مواجهتها معارضة شرسة لذلك
وازدادت الإضرابات خلال حكومة كاناليخاس زيادة كبيرة بدافع تعزيز وتوسيع المنظمات العمالية. وتخلى الاشتراكيون عن العزلة وشكلوا في نوفمبر 1909 تحالف مع الجمهوريون بقيادة الأمين العام بابلو إيغليسياس للوصول إلى مجلس النواب مما حفز التوسع السريع في الحزب الاشتراكي وخاصة نقابة اتحاد العمال العام، في حين اندمجت الطبقة العاملة للأغلبية النقابية-اللاسلطوية مع ولادة الاتحاد الوطني للعمل سنة 1910. وكان رد الحكومة هو التحكيم البديل مع القمع، كما حدث مع الإضراب الثوري العام 1911 التي أدى إلى حل الاتحاد الوطني للعمل ومحاكمة قادة UGT. سياسة الحزم في الحفاظ على النظام العام ظهر أيضا عندما كان هناك تمرد بطاقم الفرقاطة نومانسيا المدرعة التي هددت بقصف مالقة إذا لم تعلن عن جمهوريتها.
تعامل كاناليخاس أيضًا مع اثنين من أقدم مطالب الطبقات الشعبية التي حفزت الاحتجاجات الدورية وأعمال الشغب: إلغاء الضرائب غير المباشرة المعروفة باسم ضريبة الاستهلاك الذي أثقل المنتجات الأساسية وبالتالي زيادة سعرها. وعدم المساواة عند القيام بالخدمة العسكرية. وقد ألغى كاناليخاس «ضريبة الاستهلاك» التي اعتبرها «استغلال البروليتاريا». ولكن للحصول على موافقة على قانون بديل وهو ضريبة تدريجية على الدخول الحضرية والتي كان على الطبقات الغنية أن تدفعها، وقد عمل كاناليخاس جاهدا مع نواب حزبه الذين عارضوا المشروع ولم يوافقوا عليه وليقنعهم بالموافقة على مشروعه قام بتهديدهم حيث قال لهم: «من لا يصوت على هذا القانون فهو ضدي وهو خارج الحزب الليبرالي الخاضع لقيادتي بإرادته» وعلى الرغم من ذلك صوت ثلاثين نائب ضده.
أما بالنسبة للمطلب الشعبي الثاني فقد انشئت الخدمة العسكرية الإلزامية سنة 1912 مع أنها فقط في زمن الحرب، مما يعني إنهاء «البدل النقدي» الذي سمح للعائلات الثرية بإعفاء أبنائهم من الخدمة العسكرية نظير مبلغ معين من المال. ولكن في وقت السلم فقد تم اختيار حل وسط حيث بدا أنه من غير الممكن الاستغناء عن البدل النقدي اللازم لتمويل الجيش. وهكذا ظهرت مايسمى ب «جنود الحصة». وهم المجندين الذين يؤدون خدمة عسكرية لمدة خمسة أشهر فقط مقابل 2000 بيزيتا وعشرة أشهر مقابل 1500، -والمبلغ الأخير كان يناله العامل اليومي لمدة عام واحد-. وللتعويض نص القانون أيضا على أن الأسر الفقيرة التي لديها ابن واحد فإنه يعفى من الخدمة العسكرية.

### القضية الإقليمية والمشكلة المغربية

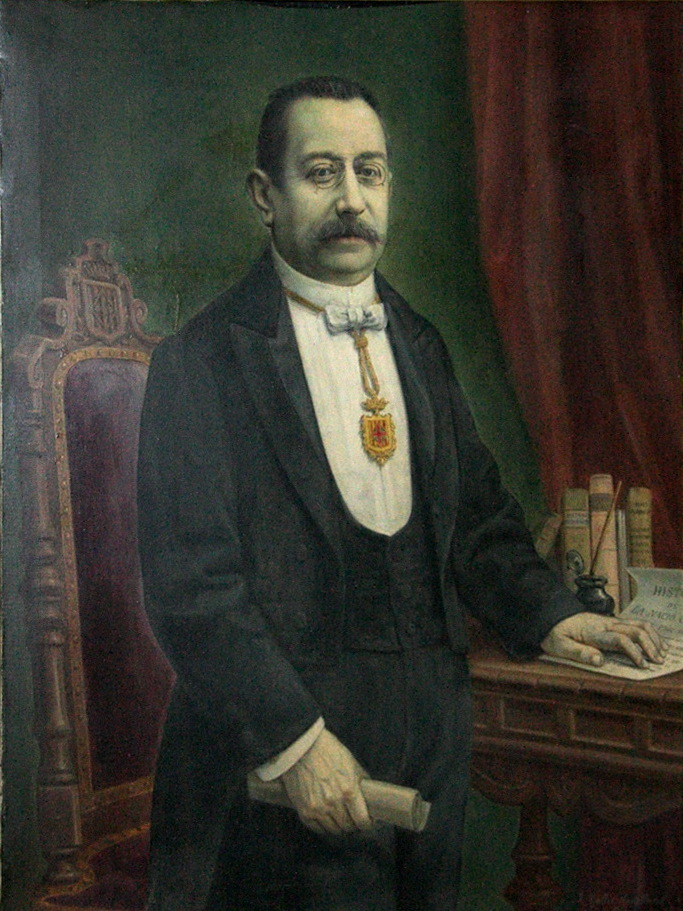
صورة إنريك برات ديلا ريبا عندما كان رئيسًا لمجلس مقاطعة برشلونة.

كان كاناليخاس في بداية مسيرته السياسية مؤيدا للدولة المركزية، قائلاً أن الحكم الذاتي المحلي الكبير «لايمكنه الخروج منه بأي شيء جيد»، ولكن عندما أصبح رئيساً للحكومة تغير موقفه. لذلك كي يلبي مطالب المجموعة الإقليمية لكاتالونيا اقترح إنشاء هيئة إقليمية جديدة لدمج مجالس المقاطعات الكاتالونية الاربعة تحت اسم كومنولث كاتالونيا ويرأسها إنريك برات ديلا ريبا أحد قادة المجموعة ورئيس مجلس مقاطعة برشلونة. للحصول على تأييد أغلبية النواب الليبراليين خطب كاناليخاس في واحدة من أفضل الخطب البرلمانية له، فوافق مجلس النواب على المشروع يوم 5 يونيو 1912، إلا أن 19 من نوابه بما فيهم سيجسموندو موريت عارضوه. ولكن لم يصادق عليه مجلس الشيوخ بسبب مقتله في تلك الفترة. لذا لم يدخل حيز التنفيذ حتى ديسمبر 1913، ولم تشكل كومنولث كاتالونيا حتى مارس 1914.
أما مشكلة المغرب فقد نجح كاناليخاس في معالجتها وذلك بتأمين «منطقة نفوذ» إسبانية في مايو 1911 بالاستيلاء على أصيلة والعرائش والقصر الكبير ردا على استيلاء الفرنسيين على فاس، مما سمح له بالتفاوض مع فرنسا معتمدا على الوساطة البريطانية مؤسسا بذلك المحمية الإسبانية في المغرب. وعندئذ بدأ الملك يهتم ويتدخل في السياسة الإسبانية بشأن المغرب.

### اغتيال كاناليخاس

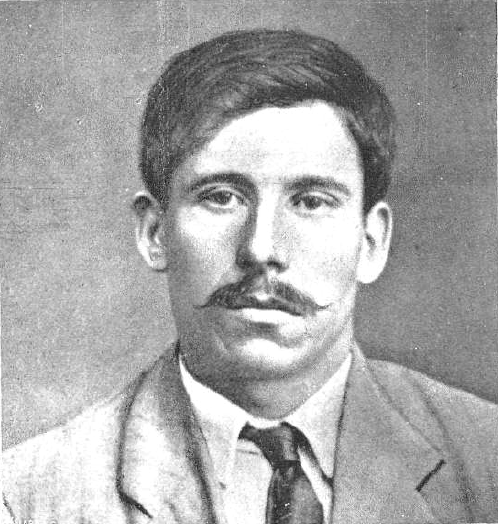
الفوضوي مانويل باردينياس الذي قتل كاناليخاس في 12 نوفمبر 1912.

مع بداية نوفمبر 1912 تم التوصل إلى اتفاق نهائي مع فرنسا حول المغرب ولكن المعاهدة التي كان من المقرر توقيعها في نهاية الشهر لم تنفذ بسبب مقتل كاناليخاس في 12 الشهر وقتله الفوضوي في ساحة بويرتا ديل سول (Puerta del Sol) في مدريد.
كان لاختفاء كاناليخاس خسارة كبير في الحياة السياسية الإسبانية لأنها تركت إحدى الأحزاب دون قيادة في نظام تداول السلطة وهو الحزب الليبرالي الذي لم يتمكن لبقية عهد ألفونسو الثالث عشر من إعادة بناء نفسه، حيث تم انقسم إلى فصائل ساهمت في زيادة أزمة النظام السياسي لعودة البوربون.

## عودة المحافظين إلى السلطة (1913-1915)

### انقسام احزابتداول السلطة
بعد مقتل كاناليخاس تولى الليبرالي مانويل غارسيا برييتو على الحكومة مؤقتًا. وبعد الجنازة عين الملك رئيس مجلس النواب الليبرالي كونت رومانونس رئيسًا للحكومة. انتهى هذا التعيين بتقسيم الحزب الليبرالي خاصة بعد وفاة زعيمه العجوز سيجسموندو موريت في يناير 1913 بفترة وجيزة، بعد أن فسر رومانونس تعيينه اعترافًا بقيادته للحزب الليبرالي والذي رفضه مانويل غارسيا برييتو الذي شكّل جناح ديمقراطي-ليبرالي للحزب الذي لم يعترف بقيادة رومانونس. وبالتالي سقطت حكومة رومانونس في أكتوبر 1913 بعد أن خسرت اقتراحا بالثقة تم تقديمه في مجلس الشيوخ لأن أتباع غارسيا بيريتو ضموا أصواتهم مع المحافظين.

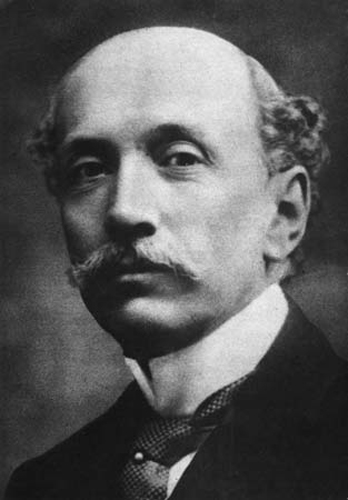
ادواردو داتو زعيم المحافظين المثالي.

وبعد ذلك عين الملك المحافظ إدواردو داتو لكن حزبه كان منقسما تماما مثل الحزب الليبرالي، لأن زعيمه أنطونيو مورا قد انهار مع نظام تناوب السلطة. حيث اعتبر أنه لا يجب على الملك بعد اغتيال كاناليخاس أن يعين ليبرالياً آخر ليرأس الحكومة لكن كان ينبغي أن يفسح المجال للمحافظين. وفي 1 يناير 1913 نشر مورا رسالة يعلن فيها استقالته من رئاسة حزب المحافظين وينصح بتشكيل حزب «مناسب» آخر ليتناوب مع الليبراليين. واختتم قائلا «إن محور السياسة الداخلية تمر بأزمة والخيار بين النظام الذي أوصلنا إلى الوضع الحالي أو الابتعاد عنه أصبح أمرًا لا يمكن تجنبه، إنه يواجه صعوبات واحتمالات متأصلة في التعديل». وكان موقف مورا تسبب في «الاستياء واختلال عميقين عند الملك». وقد التقى ألفونسو الثالث عشر مع مورا في 4 يناير في القصر موضحا أنه تمسك بممارسة الدستور عندما عين كونت رومانونس رئيسا للحكومة.
تشدد مورا في انتقاداته عندما فتح الكورتيس في مايو 1913. حيث هاجم الليبراليين ووصف وصولهم للسلطة بأنه «اعتداء». شكك جزء من حزبه المتراص حول إدواردو داتو في موقف مورا. فانتهى الأمر بهم إلى تفكك الحزب بين «الموريين» وهم اتباع مورا و«المثاليين» (المدافعين عن الحفاظ على تناوب السلطة مع الليبراليين). تم تشكيل الموريين بانها حركة سياسية كاثوليكية وطنية جديدة، مختلفة عن أحزاب تناوب السلطة. والمفارقة هي أنها لم تكن بقيادة مورا نفسه، الذي وقف موقفا «غامضا للغاية». وقد تمكن داتو من البقاء في السلطة في السنتين التاليتين ولكن «على حساب عدم فتح البرلمان لأكثر من سبعة أشهر، وهي وسيلة تكرر استخدامها من الحكومات» كما قال سانتوس جوليا.
وفقا لسواريز كورتينا:«بدءا من 1913-1914 «دخل النظام البرلماني مرحلة جديدة من الأزمة مشتقا ذلك من أزمة أحزاب تناوب السلطة» والتي تحولت إلى «مجموعة من فصائل جعلت من التدوير السياسي صعبا. وبدا أن نظام تداول السلطة الذي عمل دون انقطاع منذ 1885 قد انتهى».
«فبعد [1913] اختلت آلية نظام التناوب بالسلطة؛ فاتفاق الحزبين بالتناوب على الحكم ليس أكثر من مجرد خيال؛ ما يجب الحديث عنه أكثر فأكثر من تلك اللحظة هو التحالفات بين الفصائل... فبدا من تلك اللحظة أن الحكومات ستكون أكثر فئوية، وأن فرصها في الحصول على موافقة الكونغرس على قانون لبعض مشاريع الإصلاح هي صفر: كان هذا هو الحال من بين أمور أخرى فالمشاريع وغيرها تقدم ألف مرة ويرفضها البرلمان بسبب الإصلاحات المالية؛ وهذا ماحدث مع الميزانية التي تم تمديدها بانتظام منذ 1914... لذلك فأي مشروع قانون يخالف مصالح أي فصيل كان كافياً للحكومة كي ترتجف وأو ربما ستسقط».
بالإضافة إلى ذلك فإن تقسيم أحزاب تناوب السلطة قد ضاعف من «إمكانية أو حتى احتمال تدخل الملك» وتحويله إلى «نوع من الحكم» بين الفصائل. وأيضاً بفضل هذا «صادق الملك على دوره وهو بالفعل مناسب جداً لمواجهة الجيش». أضفت حكومة داتو الشرعية على تلك الحقيقة عندما وافقت في أوائل 1914 على مرسوم يمكن لضباط الجيش من خلاله مخاطبة الملك «دون تدخل من أي شخص»، أي دون الحاجة إلى المرور عبر وزير الحرب أو الحكومة. واحتج داتو بأن شعبية الملك الكبيرة بين الضباط كانت عنصر قوة للنظام.

### حزب الإصلاح البديل

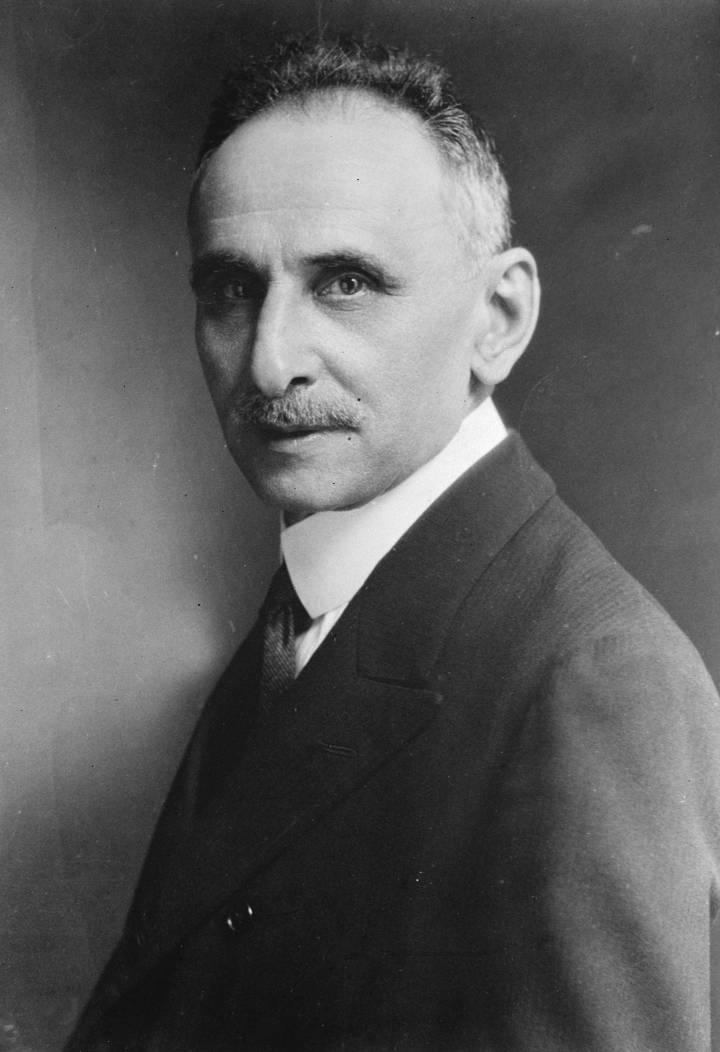
ملكياديس ألفاريز زعيم حزب الإصلاح.

في 14 يناير 1913 تلقى الملك بمبادرة من رئيس الحكومة الكونت رومانونس في القصر ثلاثة مفكرين جمهوريين مخضرمين وهذا حدث استثنائي حقيقي كما وصفه المؤرخين في ذلك الوقت، وكان له تأثير ضخم وفقا لسانتوس خوليا في الداخل وخارج إسبانيا. وكانت تلك بادرة للانفتاح على حزب الإصلاح الجديد بعد أسبوعين فقط من رفض مورا لنظام تناوب السلطة. كان أول من استقبله الملك هو غومرسندو دي أزكارت عضو الحزب الإصلاحي ورئيس معهد الإصلاح الاجتماعي. والتالي كان مانويل بارتولومي كوسيو مدير المتحف التربوي الوطني ومتعاطف مع الحزب الإصلاحي، أما الثالث فكان سانتياغو رامون إي كاخال رئيس مجلس لتوسيع الدراسات والبحوث العلمية ومرشد سكن الطلاب الجديد. أعلن أزكارت عند مغادرته القصر أن الملكية لن تكون بعد اليوم عقبة أمام تطوير السياسة الليبرالية النشطة، ومع أن ذلك لا يعنى أنه تخلى عن مبادئه الجمهورية. وقد أطلق خوسيه أورتيجا إي جاسيت وهو عضو في جيل الشباب المثقف قبل أيام من الزيارة شعار «التجربة الملكية» التي يجب القيام بها، والتي تدعم موقف الإصلاحيين. فالجمهوريين السابقين وقد عدوا الآن إحدى أشكال الحكم سواءا ملكي أو جمهوري وهذا شيء «عرضي» لأن الموضوع المهم هو الديمقراطية.
أنشئ ملكياديس ألفاريز حزب الإصلاح في أبريل 1912، وهو ائتلاف من الجمهوريين الذين تركوا التجمع الجمهوري-الاشتراكي لأنهم على استعداد لقبول الملكية إذا أصبح نظام الحكم ملكي-ديمقراطي، ويعملون داخل النظام على أنهم حزب يساري بعدما رفض مورا تناوب السلطة. ناشد ألفاريز الجمهوريين الذين يعتقدون «بالجمهورية المتفوقة، والمتفوقة بلا حدود نظريًا بالدخول إلى الملكية التي يعتبرونها شكل من أشكال الحكومة العرضية أو الظرفية أو الانتقالية أو قديمة». وفي اجتماع عقد في أكتوبر 1913 أكد أنه منذ يناير 1913 «بدأ التحول في السياسة الوطنية وظهر بصيص أمل في الأفق».
انضم جيل الشباب المثقف إلى المشروع الإصلاحي وفي أكتوبر أشهرت مجموعة التعليم السياسي التي وقعها كل من خوسيه أورتيجا إي جاسيت ومانويل أثانيا وأميريكو كاسترو وغيرهم كثير. وحضر هؤلاء المثقفون في نفس الشهر المأدبة التي أقيمت تكريما لملكياديس الفاريز في فندق بالاس في مدريد بمناسبة ولادة حزب الإصلاح رسميا. قدم خوسيه أورتيجا محاضرة في مارس 1914 بعنوان «السياسة القديمة والجديدة» ذكر فيها أن نظام تناوب السلطة قد استُنفد وأنه يجب استبداله بنظام جديد. وقال أيضا:«لاتحتاج السياسة الجديدة إلى انتقاد السياسة القديمة أو إعطائها معارك كبيرة؛ إنها بحاجة فقط إلى انتماء جديد من ظهر القديم الميت».
لم يستوعب الحزب الاشتراكي أن العقول المدبرة لمجموعة التعليم السياسي ستنضم للمشروع الإصلاحي حيث ميلكيادس الفاريز وفقا للاشتراكيين لم يعد هو نفسه:«لم يعد ينتظر النظام الملكي والديمقراطية والجمهورياتية. الآن تخلى عن موقفه بطريقة سلبيّة، حيث قال: أنا أتطلّع للحكم داخل النظام الملكي لتنفيذ برنامجي». ورد مانويل أثانيا بالقول إنه مع الجمهوريين والاشتراكيين «نحن متحدون من خلال روابط جوهرية وقوية للغاية وجهود مشتركة. ولكنه يفصل بيننا هو عدم الخضوع لتغيير محتمل في النظام لصنع التجديد الذي نرغبه بسرعة وبصورة غير محدودة.». وأشار سانتوس خوليا: كانت «الفكرة الرئيسة من جيل المثقفين أن عمل التجديد... كان ممكنا من دون تغيير النظام» على افتراض أن «التاج حتى وإن كان جزءًا من السياسة القديمة إلا أنه استفاد من أزمة نظام تناوب السلطة وفتح الباب أمام سياسة جديدة مدفوعا من الخارج».

## أزمةنظام تداول السلطة(1914-1923)

### بداية الأزمة وتأثير الحرب الكبرى على إسبانيا

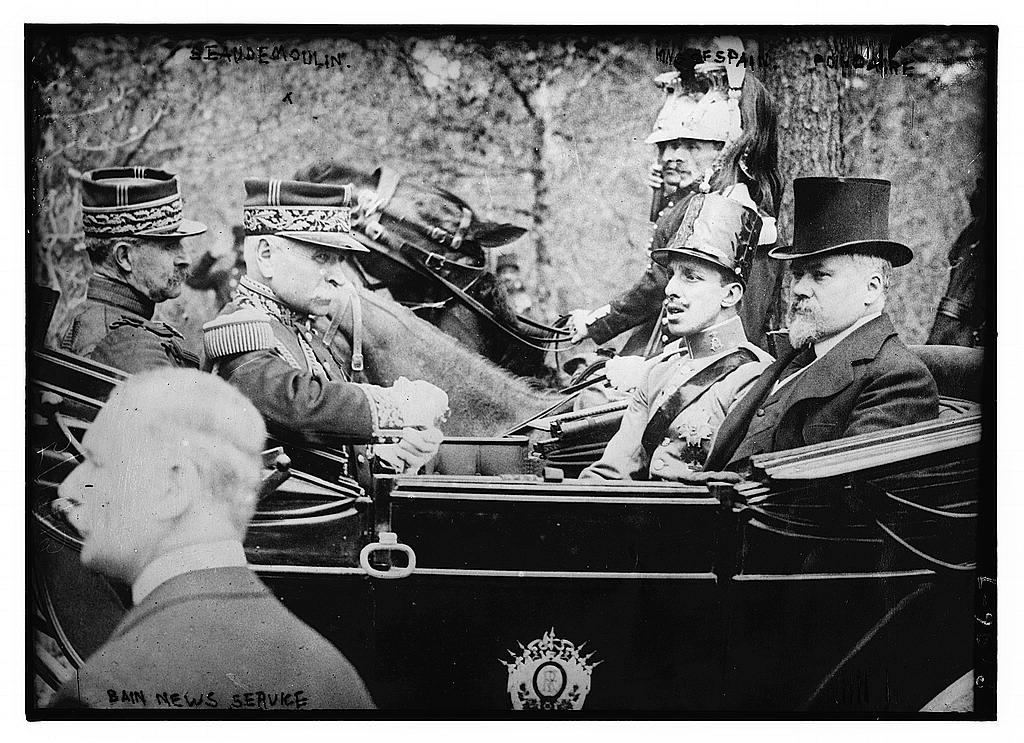
زار ألفونسو الثالث عشر باريس سنة 1913، قبل سنة من الحرب العالمية الأولى. وجلس بجانبه ريمون بوانكاريه رئيس فرنسا.

ووفقاً للمؤرخ مانويل سواريز كورتينا:"شكلت الآثار الاجتماعية والسياسية للحرب عاملاً حاسماً في الأزمة النهائية للنظام البرلماني المعمول به منذ 1875. نقص الغذاء والتشتت الاقتصادي والبؤس الاجتماعي وعدم الاستقرار والفساد". حفز التضخم الصحوة السياسية والتشدد الإيديولوجي عند الجماهير. في ظل هذه الظروف انهارت سياسة المنتفعين والزعماء المحليين في السياسة الإسبانية. وبعد انتهاء الحرب لم يعد من الإمكان استعادة النظام القديم". ومن جانبها أكدت المؤرخة أنجيليس باريو: أن الحرب "لم تكن السبب المباشر لانهيار نظام الحزبين. لأن النظام الحزبي كان في حالة من الفوضى عندما اندلعت الحرب الكبرى، وسرعان ما أدى حياد إسبانيا إلى تسريع انهياره وسط بيئة بدأت تنبذ النظام تدريجيًا. لقد بدأ المجتمع في عملية التغيير بالمطالبة بالحق الفعلي في التمثيل، وتلك خاتمة النهاية للسياسة القديمة مما يعني أنه المجتمع هدد بالطعن في النظام".
وعندما بدأت الحرب العالمية قررت حكومة إدواردو داتو المحافظة ابقاء إسبانيا محايدة لأنه حسب رأيه واتفقت معه معظم الطبقة الحاكمة أنه يفتقر إلى الدوافع والموارد اللازمة لدخول الصراع. كما وافق الملك ألفونسو الثالث عشر على ذلك  وقلة قليلة على الحياد المعارض.
كان لحياد إسبانيا نتائج اقتصادية واجتماعية هامة حيث ظهرت هناك دفعة كبيرة من عملية «التحديث» التي بدأت خجولة سنة 1900 بسبب الزيادة القوية في الإنتاج الصناعي الإسباني الذي فتحت له فجأة أسواق جديدة (من الدول المتحاربة). إلا أن ذلك سبب بارتفاع التضخم ارتفاعا سريعا مع ازدياد الأجور بوتيرة أبطأ، وظهر نقص في الضروريات الأساسية مثل الخبز الذي تسبب في أعمال شغب في المدن ونزاعات عمالية متنامية قادتها نقابتان كبيرتان هما CNT وUGT التان طالبتا بزيادة الأجور كي تبطئ انخفاض الأجور الحقيقية بسبب التضخم.

### عودة الليبراليين وزيادة الصراع الاجتماعي

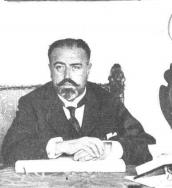
سانتياغو ألبا وزير المالية في حكومة الكونت رومانونس الذي فشل في وضع ضريبة استثنائية على فوائد الحرب.

في ديسمبر 1915 أتى الكونت الليبرالي رومانونس بديلا عن المحافظ إدواردو داتو على رأس الحكومة. على الفور سعى إلى نيل الأغلبية في الكورتيس في انتخابات السنة التالية بفضل الاتفاق الذي تم التوصل إليه مع الزعيم المحافظ في توزيع المقاعد. ضم رومانونس في حكومته المجدد الليبرالي سانتياغو ألبا وزيرا للمالية الذي اقترح في يونيو 1916 إنشاء ضريبة استثنائية على فوائد الحرب التي من خلالها يمكن للحكومة تمويل برنامجًا واسعًا للأشغال العامة، لكنه وجد معارضة متشددة من الزعماء وخاصة الباسك وكاتالونيا وزعيم الرابطة الاقليمية فرانشيسكو كامبو. وأخيرا لم يتمكن رومانونس من دعم وزيره وكان الإصلاح الضريبي محبطًا.
اضطرت حكومة رومانونس أيضا لمواجهة الاضطرابات الاجتماعية المتزايدة التي قادها كلا من CNT وUGT. ووافق UGT في مايو 1916 في مؤتمره الثاني عشر من الاتفاق مع CNT لتطوير إجراءاتهما المشتركة. ووافقت CNT أيضا على قرار مماثل في مؤتمرها الذي عقد في فالنسيا في مايو. وكانت النتيجة أن وقع كلا الاتحادين في يوليو 1916 على ما سمي ميثاق سرقسطة (Pact of Zaragoza) بين زعيمي الاتحادات العمالية. وكان رد حكومة رومانونس هو إلقاء القبض على موقعي الاتفاقية. ولكن ذلك لم يمنع CNT و UGT من الاتفاق في 26 نوفمبر من الدعوة إلى إضراب عام في جميع أنحاء إسبانيا يوم 18 ديسمبر للاحتجاج على غلاء الأسعار ونقص المخزون. وكان الإضراب ناجحًا، لذلك قرر الاتحادان في مارس من العام التالي إعداد اضراب آخر ولكن هذه المرة «لأجل غير مسمى»، بمعنى آخر «اضراب ثوري» وسيكون هدفه «تحويل كامل للبنية الاقتصادية والسياسية للبلاد».
في أبريل 1917 أي بعد شهر من سقوط القيصرية، سقطت حكومة رومانونس الليبرالية المعروفة باسم أنصار الحلفاء (aliadófilo) بسبب موقفها في الحرب فيما يتعلق بغرق السفن التجارية الإسبانية بواسطة غواصات ألمانية. تم استبدال رومانونس بالليبرالي «مانويل غارسيا برييتو» والذي اعتبر أقرب إلى دول المحور من سلفه. لكن حكومته استمرت ثلاثة أشهر فقط بسبب الأزمة الخطيرة التي واجهها بسبب التمثيلية المصطنعة التي أطلقها المجالس العسكرية حديثة الإنشاء.

### أزمة 1917

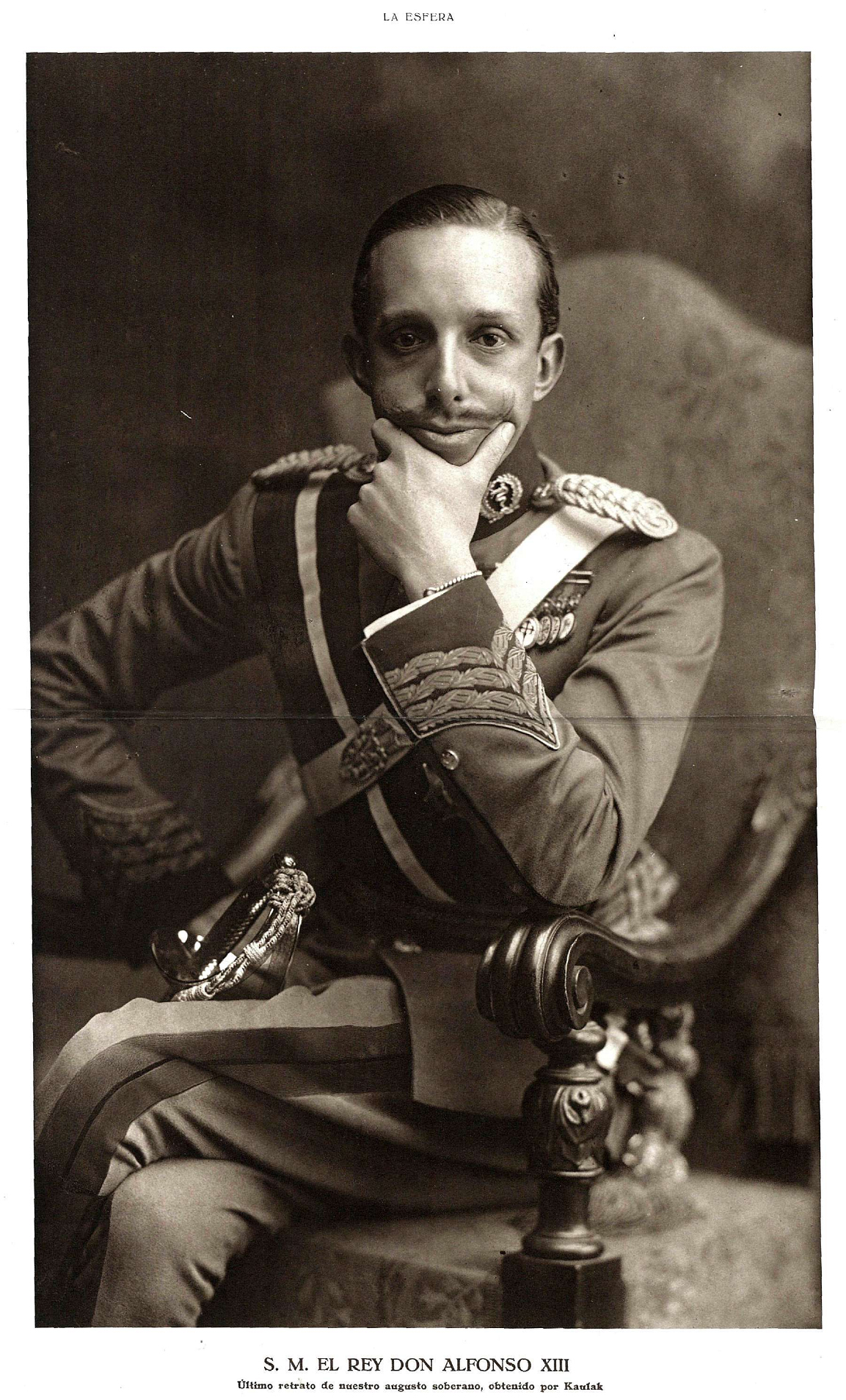
الملك ألفونسو الثالث عشر.

كان السبب الذي أشعل أزمة 1917 «وهي أسوأ أزمة شهدها نظام العودة الدستوري منذ نشأته» وفقًا لما ذكره مورينو لوزون، هي المشكلة التي طرحتها حركات «المجالس العسكرية» التي نشأت سنة 1916. وهي منظمات تابعة للجيش مع اختصاصها داخل شبه جزيرة ايبيريا وقد طالبت بزيادة الرواتب - تأثر الضباط من التضخم - والتي احتجت أيضا للترقيات السريعة لمن ينال ميزة الحرب من رفاقهم المتوجهين للقتال في المغرب. وبفضل هذا تمكنوا من زيادة دخلهم.
طلبت المجالس اعترافًا قانونيًا بالذي عارضته الحكومة. وفي أبريل 1917 تنحى رومانونس عن رئاسة الحكومة وتسلمها الليبرالي مانويل غارسيا برييتو الذي أمر وزير الحربية الجنرال فرانسيسكو أغيليرا بحل المجالس العسكرية. بلغ التوتر بين الحكومة وتلك المجالس ذروتها في الأسبوع الأخير من شهر مايو ، إلا أن الملك انحاز إلى جانب الجيش «حتى ولو كان عليه أن يتنصل من وزير دفاعه ويغير كامل الحكومة الليبرالية» وأن يضع مكانها حكومة محافظة في محاولة أخيرة لتهدئة الوضع. فخرجت حكومة غارسيا برييتو وشكلت حكومة محافظة مكانها برئاسة إدواردو داتو الذي اعتبر أنه من المناسب الاستسلام للمطالب العسكرية وإطلاق سراح من اعتقلوا وإضفاء الشرعية على المجالس.
بدا في يونيو 1917 الدخول في مرحلة جديدة... ففي حين سقطت الحكومات لأسباب من عدم الدعم من جميع فصائل الحزب الواحد مع وجودها في الكونغرس وأيضا الضغوط من الخارج. وقعت ظاهرتان أدت إلى انهاء دفع النظام الليبرالي في الاتجاه المعاكس من مطالباته المتكررة للتجديد. الأولى تمكن الملك من زيادة إمكانياته وفرصه بالتدخل في اللعبة السياسية وتغيير التكليف لتشكيل حكومة من زعيم إلى آخر مع الاحتفاظ بالقدرة على اتخاذ قرار بشأن توقيت الانتخابات. [...] والثاني هو نقل المبادرة السياسية إلى الجيش، ونظراً لعسكرة النظام العام فقد ازداد الاحتجاج الاجتماعي. فتكررت المشكلة العسكرية وبرزت السياسة البريتوريانية في رغبة العسكر بعمل مجموعات ضغط على الشركات وتقديم أنفسهم بديل سياسي: فهم لم يعودوا سيف الدولة القوي كما في القرن 19 ولكن أرادوا أن يكونوا مجرد شركة.

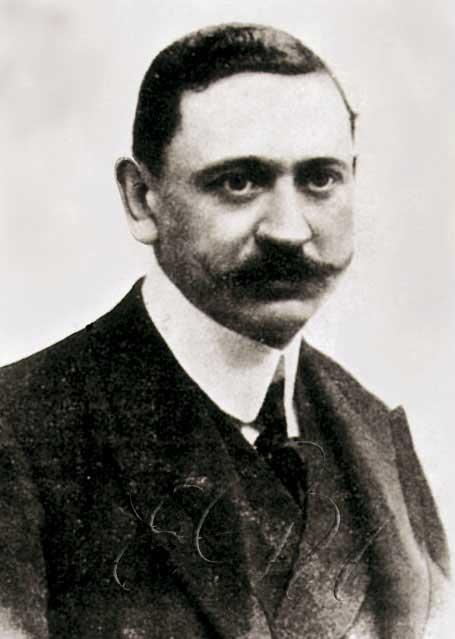
مانويل غارسيا برييتو رئيس الحكومة الذي عارض إضفاء الشرعية على مجالس الدفاع فاضطر إلى الاستقالة بسبب عدم وجود دعم من الملك ألفونسو الثالث عشر.

في هذا السياق من الأزمة السياسية اتخذ الزعيم الكتالوني فرانشيسكو كامبو المبادرة. فالتقى يوم 5 يوليو في مجلس مدينة برشلونة بجميع نواب وأعضاء مجلس الشيوخ الكتالوني، ولكن مالبث أن انسحب منها ال13 عضوا من المنتسبين إلى الحزبين الحاكمين عندما أكدوا من جديد على إرادة كاتالونيا أن تصبح منطقة الحكم الذاتي ويمكن أن تنتشر تلك الرغبة إلى مناطق أخرى، وطالبوا باجتماع البرلمان الذي سيكون المكون الأساسي. وإذا لم تقبل حكومة داتو أي من هذه الالتماسات، فإنها تناشد جميع النواب وأعضاء مجلس الشيوخ حضور جمعية البرلمانيين ببرشلونة يوم 19 يوليو..
حاولت حكومة داتو التشكيك في تلك الدعوة من خلال تصوير الاجتماع على أنه حركة «انفصالية» و«ثورية»، ودعمت تلك حملة الصحافة المحافظة. ولم يذهب مورا إلى برشلونة كما كان يأمل كامبو. وحضر فقط نواب الرابطة الإقليمية والجمهوريين والإصلاحيين بشخص ميلكياديس الفاريز والاشتراكي بابلو إغليسياس الذين وافقوا «على أن الحكومة تجسد وتمثل إرادة السيادية للبلاد»، اوطالبت بعقد انتخابات لجمعية التأسيسية. أمر حاكم برشلونة المدني بحل تلك الجمعية واحتجزت الشرطة جميع المشاركين، بالرغم من اطلاق سراحهم بمجرد مغادرة قاعة الاجتماعات في قصر منتزه القلعة (Parc de la Ciutadella).
وفي غضون ذلك استمرت المنظمات العمالية بالاستعداد للإضراب العام الذي أعلنته في مارس. لكن الاشتراكيين قرروا أن يحضرونها بمفردهم لدعم عمال السكك الحديدية المضربين في فالنسيا، بهدف الإطاحة بالنظام الملكي وتشكيل حكومة مؤقتة وعقد البرلمان التأسيسي للكورتيس. لهذا السبب ظلت الـ CNT المؤمنين بـ «التعددية» متحفظة .
كان الإضراب إخفاقًا مدويًا. لم يكن لديه سوى تأثير بسيط في مدريد وبرشلونة وفالنسيا والمراكز الصناعية في الشمال (الباسك وغيبوثكوا وسانتاندير وأستورياس)، ولم يكن له أي تأثير على هذا المجال:«لذا سيكون جيدا للسلطات إن تمكنوا من خنق الإضراب بقوة». بالإضافة إلى ذلك أدانت النقابات الكاثوليكية الإضراب، وتطوع شباب الأحزاب الملكية للخدمات العامة لمواصلة العمل. وذكر سانتوس خوليا ان مفتاح فشل الإضراب هو «مجالس الدفاع» التي اعتقد الاشتراكيون أنها ستكون بجانبهم. فاتخذت مجالس الدفاع موقفا لتصبح جزءًا من النظام القائم لذلك فهم لم يساهموا بأي ثورة بل بالعكس عملوا على قمعها بقوة - «لم يقم الجنود بتشكيل السوفييتات مع العمال بالطريقة الروسية، ولكنهم أطاعوا قادتهم طاعة كاملة» كما قال مورينو لوزون.
وفي شهر أغسطس من 1917 اعتقل أعضاء لجنة الإضراب ومن بينهم زعيما المستقبل الاشتراكيان فرانثيسكو لارجو كابييرو وجوليان بيستيرو وحُكم عليهما بالسجن المؤبد، وكانت نتيجة قمع الإضراب ما مجموعه 71 قتيلا 156 جريحا وحوالي 2000 اعتقلوا. وكما أبرز خافيير مورينو لوزون:"أزالت أزمة 1917 أي مغامرة أخرى. فتراجع الكاتالونيين والمصلحين وحتى الراديكاليين، وقدموا خدماتهم -بدرجات متفاوتة- إلى التاج. اختفت العلاقة بين الجمهوريين والاشتراكيين، وكذلك انتهى الإتفاق بين نقابات العمال. دخلت الاشتراكية مرحلة من الخلافات الداخلية، وأدت التشددية الراديكالية إلى تشديد الكراهية للسياسة. وهكذا أظهر نظام العودة الدستوري -الذي كان شبه ميت في أحداث كثيرة- صلابة مدهشة في تلك الأحداث، والتي منحته الحياة لست سنوات أخرى.

### حكومات الائتلاف (1917-1918)
في 30 أكتوبر اجتمعت جمعية البرلمانيين في صالة أتينيوم مدريد (Ateneo de Madrid) برئاسة كامبو الذي ضغط من أجل انهاء نظام تداول السلطة. لذلك استُدعِي كامبو في نفس اليوم إلى القصر لمقابلة الملك. وأوضح السياسي الكتالوني خلال اجتماعه بالملك ماتفق عليه في الجمعية البرلمانية واقترح تشكيل حكومة ذات تمثيل واسع لضمان إجراء انتخابات نظيفة. وبعد المقابلة عاد كامبو إلى أتينيوم مدريد وأبلغ أصحابه البرلمانيين بموافقة ألفونسو الثالث عشر بمقترحات الجمعية، وأعرب عن موافقته أيضا على تعيين شخصين يختارهما بنفسه وزراء في الحكومة. على الفور اختار الاجتماع خوان فينتوزا من المجموعة الإقليمية والكاتالوني فيليبي روديس بالدريش المنتسب إلى حزب الإصلاح.
للمرة الأولى في تاريخ عودة البوربون شكلت حكومة ائتلاف يوم 1 نوفمبر 1917 من المحافظين والليبراليين والمجموعة الإقليمية برئاسة الليبرالي مانويل غارسيا برييتو، ولكن ظلت فصائل ادواردو داتو خارج الحكومة لأنها استمرت في الدفاع عن صحة نظام تداول السلطة، والليبرالي سانتياغو ألبا بسبب وجود جناح محافظ في الحكومة اليمينية برئاسة خوان ديلا سيرفا. فدعت الحكومة إلى انتخابات في فبراير 1918 حيث تميزت بصدق انتخابي غريب للغاية مما أدى إلى نتيجة غير مؤكدة. فكان الليبراليون هم الرابحون حيث نالوا على 167 مقعدًا. فشكل مجلس النواب من 95 نائبا محافظا و 70 نائبا من اتباع برييتو ليبرالية، و54 من بقية الفصائل الليبرالية، و20 من الرابطة و7 للباسك -لأول مرة نالوا التمثيل النيابي- و6 من الاشتراكيين -كان شخصا واحدا في البرلمان السابق-، وبسبب التجزء لم يتمكن أحد من نيل الحكم لعدم وجود أغلبية واضحة. وفي تقييم لنتائج الانتخابات وقال كامبو انها كانت «كارثة وعار» وأظهرت أنه من المستحيل مع أطراف نظام تداول السلطة «إنشاء قوة برلمانية قوية ومرموقة تكون الأساس لجميع القوى الدستورية الأخرى».

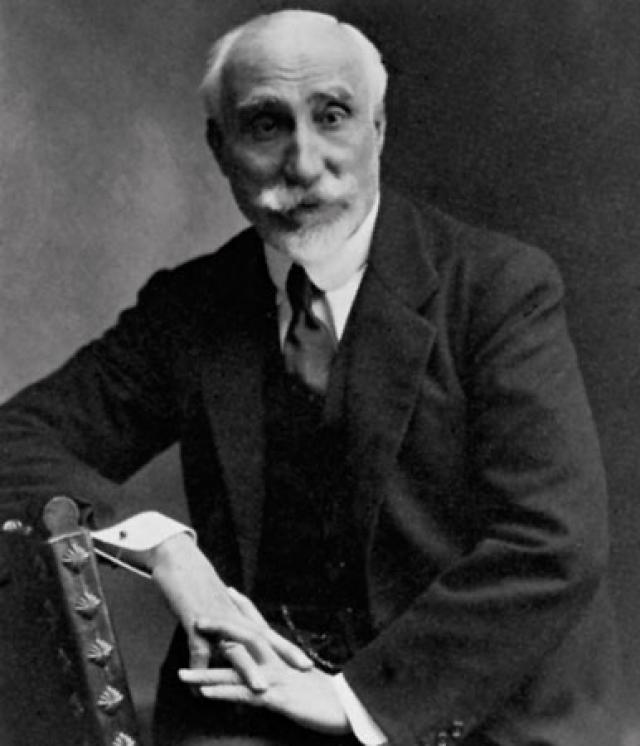
أنطونيو مورا رئيس «الحكومة الوطنية» التي شكلت في مارس 1918.

استمرت «حكومة الائتلاف» بضعة أشهر فقط. سببه بالأساس إلى الاختلافات بين هؤلاء القادة التي أثارهم الجيش الذي شكل مجالسه الخاصة، مما عجل بإنهاء الحكومة. ثم أمر الملك الكونت رومانونس بجمع كل قادة الفصائل الليبرالية والمحافظة للبحث عن مخرج. فالتقوا في ليلة 20 مارس 1918 في قصر مدريد الملكي وهناك هددهم ألفونسو الثالث عشر بالتنازل عن العرش إذا لم يقبلوا بتشكيل «حكومة ائتلاف» حيث كانوا كلهم برئاسة أنطونيو مورا.
هكذا ولدت ماسمي بـ «الحكومة الوطنية» التي شملت جميع قادة الفصائل الحاكمة، من الليبراليين رومانونس وألبا وبرييتو ومن المحافظين داتو وسيرفا إلى جانب مورا نفسه، بالإضافة إلى الزعيم الكاتالوني فرانسيسك كامبو. منحت الحكومة الجديدة العفو عن الزعماء الاشتراكيين المسجونين الذين تمكنوا من الفوز في الكورتيس، وأقرت قانون أساس على عدم ازاحة المسؤولين ومعايير الترقية بالأقدمية تكون حسب أعداد العاطلين عن العمل. ومع ذلك فقد فشلت الحكومة عند محاولتها الموافقة على موازنات الدولة التي كانت تمددها منذ 1914، لذلك قدم مورا الاستقالة إلى الملك في نوفمبر 1918.
بعد فشل «حكومات الائتلاف» بدأت العودة إلى نظام تداول السلطة بين المحافظين والليبراليين - في الواقع التداول كان بين الفصائل - ولكن في السنتين ونصف السنة التالية لم تصل إسبانيا إلى الاستقرار السياسي، فقد وصلت سبع حكومات في تلك الفترة. وفقا لسانتوس خوليا:«نادرا ما كانت هناك طبقة سياسية مقتنعة جدا بالحاجة إلى إصلاحات جذرية في القوانين والممارسات السياسية ولكنها غير قادرة على تنفيذها. [...] فالسياسيون في حقبة العودة يعلمون أن الزعماء المحليون هم حالة شريرة، لكنهم لا يعرفون كيف يحكمون دون الاعتماد عليهم».

### المسألة الإقليمية

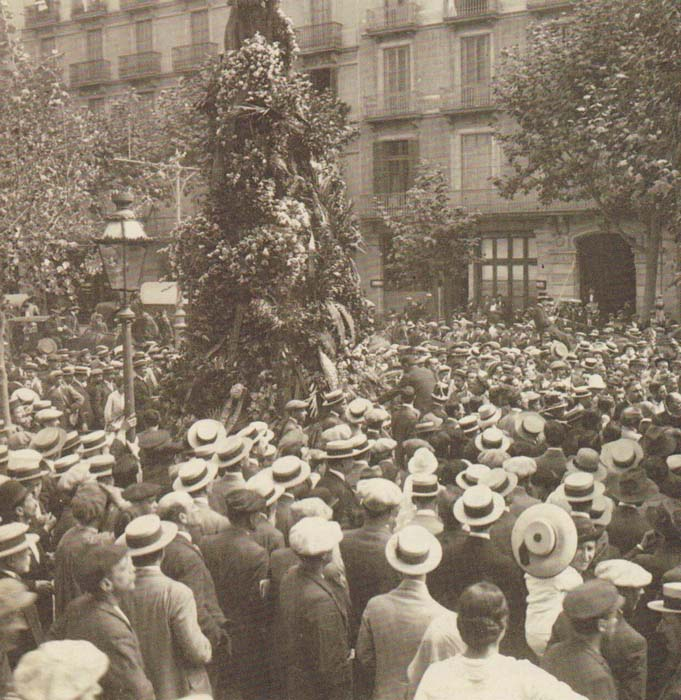
الإحتفال باليوم الوطني لكتالونيا أمام نصب رافائيل كازانوفا سنة 1914.

انتهت «الحكومة مورا الوطنية» في 10 نوفمبر 1918 وتلتها حكومة ليبرالية برئاسة غارسيا برييتو حيث استلم سانتياغو ألبا وزارة المالية. كان عليه أن يتعامل مع «أزمة الكفاف» الخطيرة الناجمة عن ارتفاع الأسعار، لكن مرة أخرى وجدت الإصلاحات التي ادخلها ألبا مقاومة من القطاعات الصناعية التي استفادت من الحياد الإسباني في الحرب العظمى، بينما ازدادت الاحتجاجات بسبب زيادة أسعار المنتجات الأساسية. وفي النهاية أتى ضغط الرابطة التي طالبت بحكم ذاتي لكاتالونيا مما أسقط الحكومة بعد شهر واحد فقط من تشكيلها. فأمر الملك الكونت رومانونس بإنشاء حكومة أخرى، التي كانت مهمتها الأساسية هي «القيادة عبر قنوات أكثر مرونة في قضية الحكم الذاتي».
نظّم كامبو والرابطة حملة من أجل "حكم ذاتي كامل لكاتالونيا"، بحسب ما أوضحه مورينو لوزون:«نقلوا المشهد السياسي الإسباني من أساسه». وكان قد حظي منذ البداية بدعم الملك وقد كان متعمدا كما قال كامبو وادعى بأن ذلك كان لصرف «جماهير [كاتالونيا] من أي غرض ثوري». وقال:«لقد حان وقت كاتالونيا».
وأثارت إمكانية السماح بصدور قانون الحكم الذاتي لكاتالونيا رد فعل فوري من القومية الإسبانية التي كشفت عن حملة قوية مناهضة للكتالونية التي أثارت مواضيع وصور نمطية عن كاتالونيا والكاتالونيون وتمكنت من حشد آلاف الأشخاص الذين تظاهروا في مدريد ومدن أخرى.
وفي 2 ديسمبر 1918 أي بعد يوم من تشكيل حكومة رومانونس اجتمع نواب الأقاليم القشتالية في بورغوس لمناقشة مسألة كتالونيا، فألقوا خطابا سمي بخطاب قشتالة حيث دافعوا عن «وحدة إسبانيا الوطنية» وعارضوا أي حكم ذاتي سياسي لأي منطقة من شأنه التقليل من السيادة الإسبانية، بل وطالبوا بمقاطعة «شركات الصناعة الكاتالونية». كما اعترضوا على التعاون الرسمي الحكومي لكتالونيا التي اسموها «اللهجة الإقليمية». وفي اليوم التالي نشرت صحيفة El Norte de Castilla مقالا بعنوان:«مواجهة مشكلة قدمتها القومية الكتالونية، تؤكد قشتالة قوميتها الإسبانية». كما شجبت «الحملة الانفصالية التي يتبجحون بها في أقاليم الباسك». فظهرت في بلاد الباسك وغاليسيا بعض علامات الدعم للقوميين الكاتالونيين.

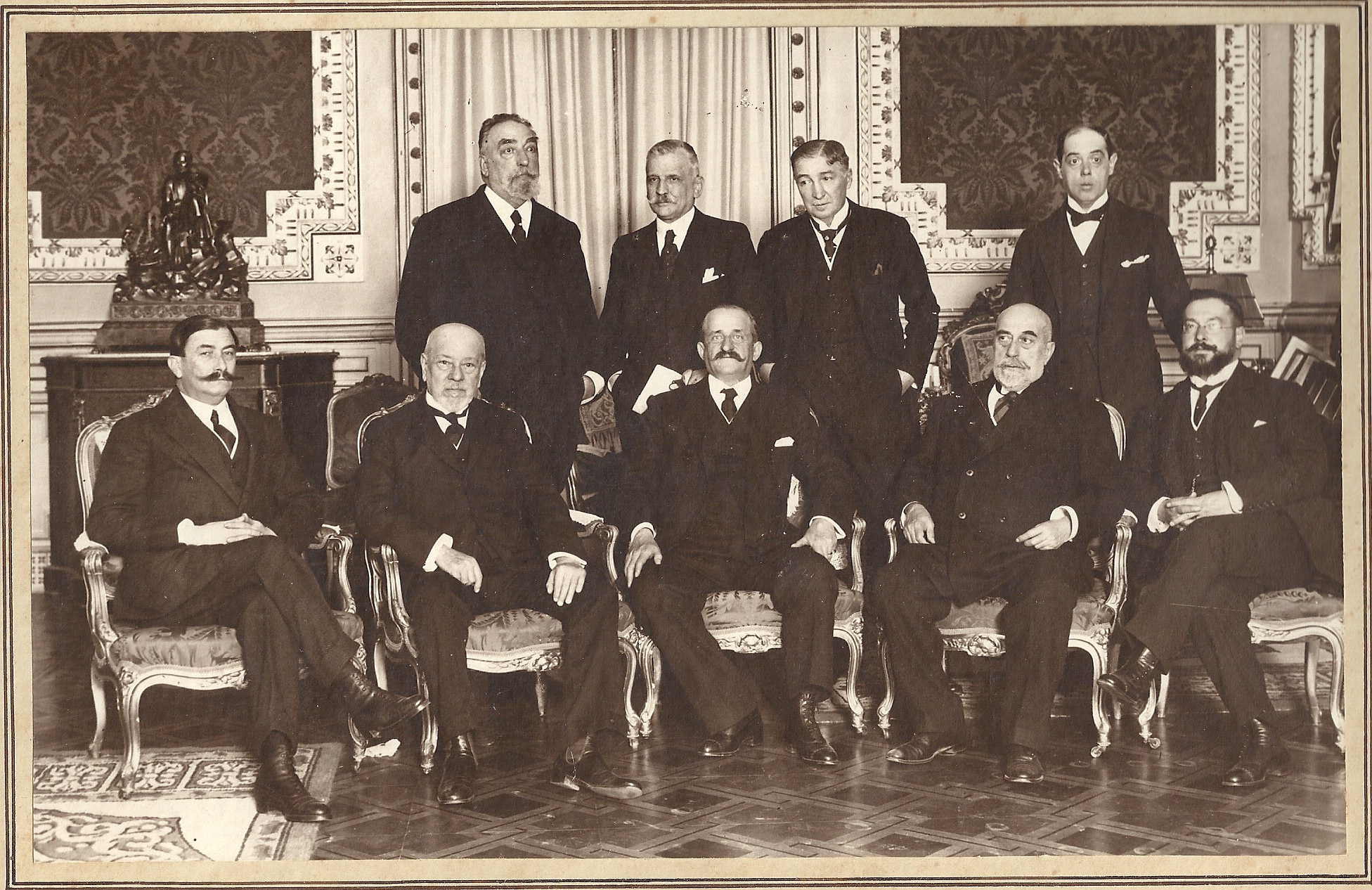
الحكومة الكونت رومانونس الجالس في الوسط.

غير الملك موقفه وأعرب عن تضامنه مع «الإيماءات الوطنية للأقاليم القشتالية»، مشجعاً رؤساء مجالس المقاطعات على مواصلة جهودهم. وبالنقاش البرلماني في بداية ديسمبر حول مسودة القواعد الأساسية للحكم الذاتي لكاتالونيا التي قدمها كومنولث كاتالونيا ونالت دعم 98 ٪ من سكان كاتالونيا التي تمثلها بلدياتهم، اتهم نكيتو ألكالا زامورا المتحدث باسم الليبراليين ومعه الحكومة بأن كامبو يرغب أن يصبح سيمون بوليفار كاتالونيا وأوتو فون بسمارك إسبانيا في نفس الوقت. كما عارض زعيم المحافظين أنطونيو مورا الحكم الذاتي لكتالونيا. وفي كلمته أمام النواب الكاتالونيين أخبرهم بأنهم أسبان سواء أحبوا ذلك أم لا. «لا يمكن لأحد أن يختار أب أو أم أو إخوة أو وطن». وقد لقي خطابه ترحيباً كبيراً من نواب الحزبين الحاكمين ومعهم أيضا رئيس الحكومة الكونت رومانونس. في نفس يوم خطاب مورا، أي في 12 ديسمبر 1918 كتب كامبو رسالة وداع إلى الملك ومبررا له سحب غالبية النواب والسناتورات الكتالونيين من الكورتيس احتجاجا على رفض النظام الأساسي، وهي لفتة أثارتها الأحزاب الحاكمة. وفي برشلونة أطلق كامبو مسيرة «الملكية»؟ الجمهورية؟ كاتالونيا! «لا نرهن حكمنا الذاتي للجمهوري ولا نتوقع أن تنفذ الجمهورية الحكم الذاتي لكننا لن نبطئ مسيرتنا بسبب حقيقة أن الملكية قد تسقط يوما ما».
كون رومانونس لجنة خارج البرلمان لصياغة اقتراح سيُنقل إلى كورتيس. فأعدت اللجنة برئاسة أنطونيو مورا مسودة قانون أساسي كانت محدودا جدا بل وأزالت بعض الصلاحيات التي كانت تمارسها بالفعل منظمة كومنولث كاتالونيا، وهو أمر غير مقبول للنواب الكاتالونيين الذين عادوا إلى الكورتيس نهاية يناير 1919. وطالب كامبو بعدها بإجراء استفتاء عام في كاتالونيا لمعرفة ما إذا كان مواطنو كاتالونيا يريدون قانونًا ذاتيًا أم لا، لكن نواب الأحزاب الحاكمة قالوا بأنها تطيل المناقشات ولم يناقش المقترح أبدا. وأخيراً أغلقت الحكومة كورتيز في 27 فبراير واستفادت من الأزمة التي سببها إضراب لا كاناديني في برشلونة
لاقت حملة الاستقلال الذاتي لكاتالونيا 1918-1919 بدعم واسع من القومية الباسكية بسبب التطلعات الكاتالونية المرتبطة بهم. في ذلك الوقت عاشت القومية الباسكية أوج قمتها في حقبة العودة. ففي سنة 1918 فازت في الانتخابات التي أعطته الهيمنة السياسية في بيسكاي المعقل الرئيسي للPNV لتحل محل الأحزاب الحاكمة التي كانت تهيمن على الباسك من قبل. والسبب وراء نجاحهم كانت «حملة الحكم الذاتي» وتحالفهم مع المجموعة الإقليمية لكاتالونيا وزعيمها كامبو، الذي دفعهم للمطالبة أيضا «بحكم ذاتي كامل» للباسك. وبذلك فإن مجالس المقاطعات الثلاث في إقليم الباسك بناء على مبادرة من مقاطعة بيسكاي طالبت «إعادة دمج الامتيازات» أو إذا تعذر ذلك فحكم ذاتي واسع على أساس الامتيازات القديمة، وهو اقتراح قدمه القوميين الباسك للبرلمان يوم 8 نوفمبر ولكنه رُفِض.
وفي سنة 1920 تعرض حزب مجتمع الباسك القومي لنكسة انتخابية، وسبب ذلك يعود إلى التئام الأحزاب الملكية من الليبراليين والمحافظين في جبهة معادية للقومية سميت المجموعة الملكية للعمل أسست في يناير 1919. ففازت في انتخابات 1920 و1923، مما قلل من التمثيل البرلماني للقومية الباسك إلى نائب واحد لبنبلونة بفضل تحالفه مع الكارليين. وفوق ذلك فقد الوطنيون الباسك أغلبيتهم في مجلس مقاطعة بيسكاي في 1919 ورئاسة بلدية بلباو في 1920.

### الصراع الاجتماعي وتأثير الثورة الروسية

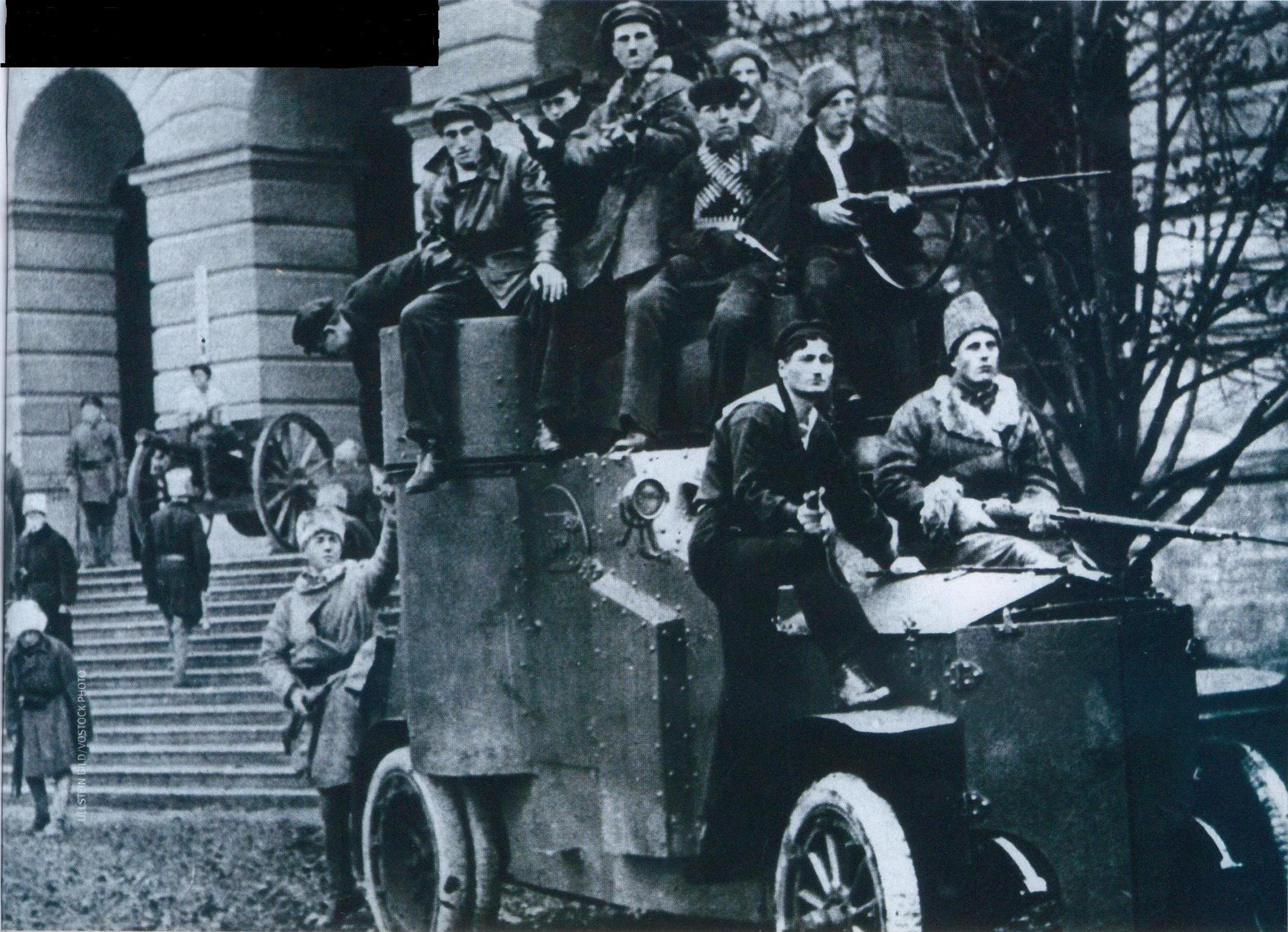
الحرس الأحمر أمام معهد سمولني في سانت بطرسبرغ مركز ثورة أكتوبر 1917 الروسية، التي كان لها تأثير كبير على حركات العمال حول العالم.

بالإضافة إلى «القضية الإقليمية» اندلعت أزمة اجتماعية أخرى خطيرة في كاتالونيا وفي الريف الأندلسي. «حرب اجتماعية حقيقية بهجمات للفوضويين والمسلحين الذين استأجرهم أصحاب العمل أعلن عنهم في كتالونيا، بعد ثلاث سنوات من تعبئة عمال المزارع الذين وصلهم في الأندلس أصداء الثورة الروسية».
كان تأثير انتصارات ثورة أكتوبر الروسية كبيرا على الحركات العمالية في إسبانيا. ومن عجيب المفارقات أن أكثر المتحمسين للبلاشفة في البداية كانوا الأناركيين بينما بقي الاشتراكيون غير مبالين. افتتح الكومنترن الثالث التأسيسي في 1919 للنقاش حول دمج كل من CNT وحزب العمال الاشتراكي الإسباني و UGT. انضم الاتحاد الوطني في البداية ولكن انسلخ عنها بعد زيارة وفدها إلى روسيا السوفياتية سنة 1920 لأن مبادئها كانت تعارض تماما الأناركية النقابية. وأيضا أعطى الاشتراكيون للتكتل تقرير معارض بعد زيارتهم لروسيا في العام نفسه انتهت مع عدم تأييد أنصار الحزب الاشتراكي العمالي للبلاشفة سنة 1921 مما أوجد الحزب الشيوعي الإسباني وهو حزب صغير ارتبط بالكومنترن الثالث وبأوامر مباشرة من موسكو. ومع ذلك وبالرغم من عدم انضمام اثنين من كبرى المنظمات العمالية الاسبانية إلى الحركة الشيوعية، إلا أنه اعتبرت «ثورة أكتوبر أسطورة تعبئة لا يمكن وقفها هزت العمال لسنوات وجرت قادتهم وأذهلت الجماهير بمحاولة التأطير».
عاشت أندلسيا بين 1918 و 1920 على وقع تعبئة عمالية مكثفة، عرفت باسم الثلاثية البلشفية (Trienio Bolchevique)، وسميت بهذا الاسم بسبب تأثير وأصداء «ثورة أكتوبر» في الأندلس. وقد كانت هناك اضرابات باستمرار ولكنها جوبهت صلابة غير عادية من أرباب العمل والسلطات. فقد طالبت النقابات العمالية زيادة الأجور وايجاد فرص العمل للعاطلين في المدن قبل اللجوء إلى العمالة الخارجية. ولاقت تلك تعبئة الدعم عن طريق المسيرات والصحف والنشرات وبعناوين الثورة الروسية: الأرض لأولئك الذين يعملون بها، وخلال الإضرابات كان العمال اليومية يحتلون المزارع فيقوم الحرس المدني والجيش بطردهم بعنف. واستمرت عمليات التخريب والهجمات. ثم بدأت مستويات تحريض الفلاحين الأندلسيين بالتدني بدءا من 1920 بسبب القمع حتى اختفت بالكامل في 1922.

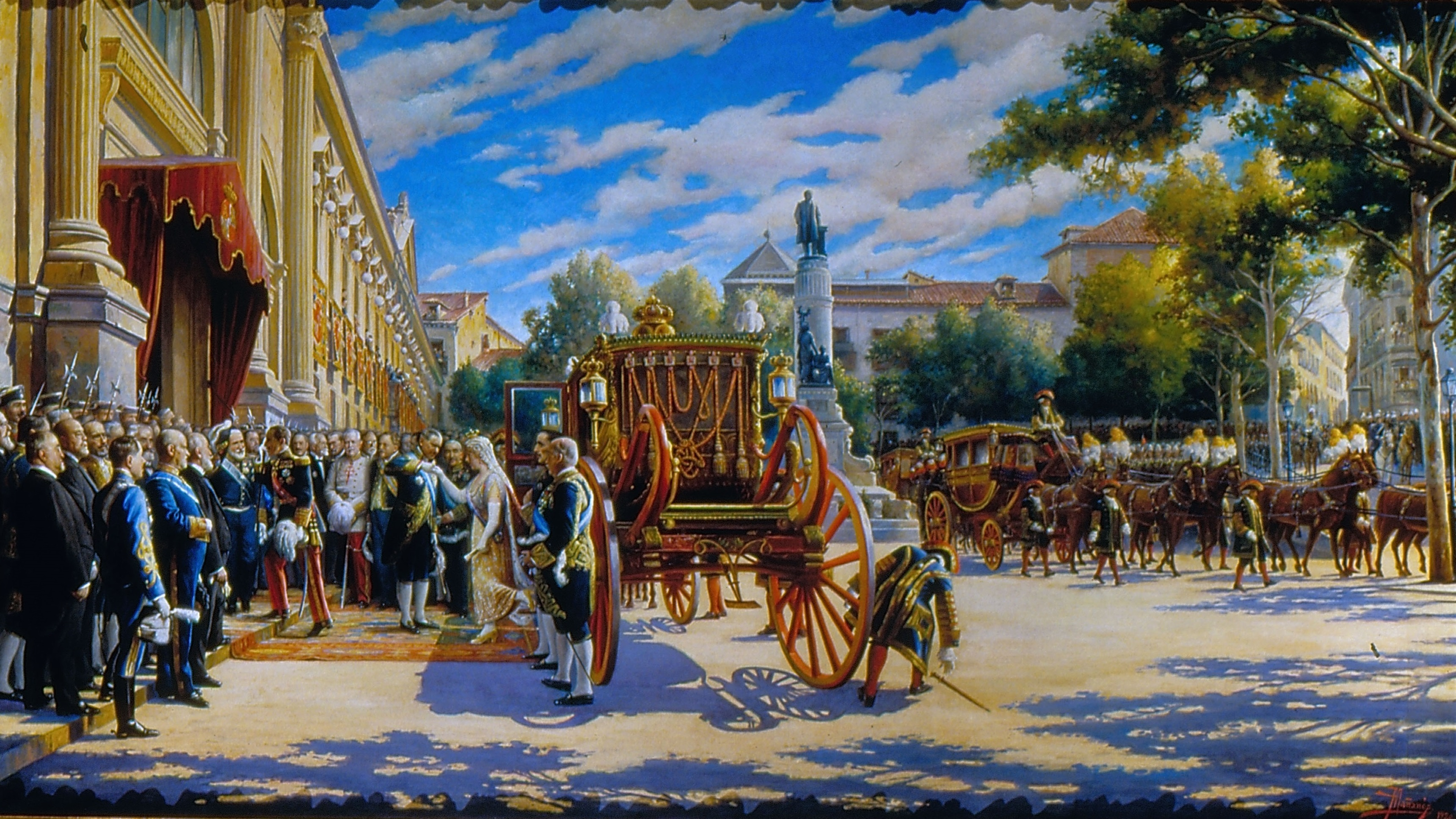
صورة لافتتاح الكورتيس سنة 1919 يتضمن لحظة دخول الملكين إلى مبنى مجلس الشيوخ حيث استقبله رئيس الحكومة أنطونيو مورا.

وفي ذات الوقت كانت هناك «حرب اجتماعية» في كاتالونيا. فبدأ الصراع في فبراير 1919 بإضراب لا كاناديني أو الكندي، وهو الاسم الذي عرفت به شركة برشلونة للتحكم بالكهرباء (Barcelona Traction) التي كانت تزود المدينة بالتيار الكهربائي. ونتيجة لذلك أضحت برشلونة بدون إضاءة وبدون مياه وبدون ترام. اختارت حكومة رومانونس طريق المفاوضات ولكنها استسلمت لضغوط أصحاب العمل التي طالبت بقبضة حديدية بعدما وجدت حلفاء مهمين مثل قائد كاتالونيا العام خواكين ميلانس دل بوش والملك ألفونسو الثالث عشر. «فقد سُلِّحت الخدمات واستعادت برشلونة الحياة الطبيعية بينما امتلئت السجون بالمضربين» كما قال آنخيلس باريو. ومع هذا فقد توصلت الشركة إلى اتفاق مع المضربين بفضل وساطة سلفادور سيغوي زعيم CNT المعتدل حيث بقيت قضية معلقة وهي قضية محاكمة المضربين المسجونين تحت القضاء العسكري حيث أصر القائد ميلانس دل بوش على رأيه مما أجبر الاتحاد الوطني للعمل CNT على تنفيذ تهديده بإعلان الإضراب العام. وكان رد أرباب العمل المؤيدين لميلانس هو لإعلان عن إغلاق الشركة التي اتهمت العمال بالعناد. فحاولت الحكومة إقالة ميلانس الذي أعلن الأحكام العرفية لكن الملك عارض ذلك، لذا استقال رومانونس. فجاءت حكومة المحافظ أنطونيو مورا الذي أيد سياسة ميلانس، فحل الاتحاد الوطني للعمل وسجن قادتها. في حين تدخل الحرس المحلي للحفاظ على النظام في برشلونة .
انتقل النزاع العمالي الكتالوني بعد ذلك إلى «حرب اجتماعية» حيث لجأ كلا الجانبين إلى العنف وأضحت برشلونة مسرح الحرب فاشتبك مسلحو النقابيين مع حرس أرباب العمل الذين يقودهم ضابط الشرطة السابق مانويل برافو بورتيو الذي وظفه اتحاد أصحاب العمل، وشكل عصابة واسعة ومنظمة تنظيما جيدا تتكون من المجرمين والنقابيين الفاسدين وكان أحد الذين نفذوا اولى عمليات القتل لمسلحي وقادة الاتحاد الوطني. أما الفوضويين حيث الحماية من قادتهم، فقد شكلوا مجموعات عمل حيث يقوم أعضائها بتوزيع الأدوار بينهم بين البلطجة والقتل بالأجرة وإثارة الفوضى. فيقوم انصارهم بمزيد من الهجمات ضد رجال الأعمال والمسؤولين ورجال الشرطة والبلطجية والعمال المنشقين.

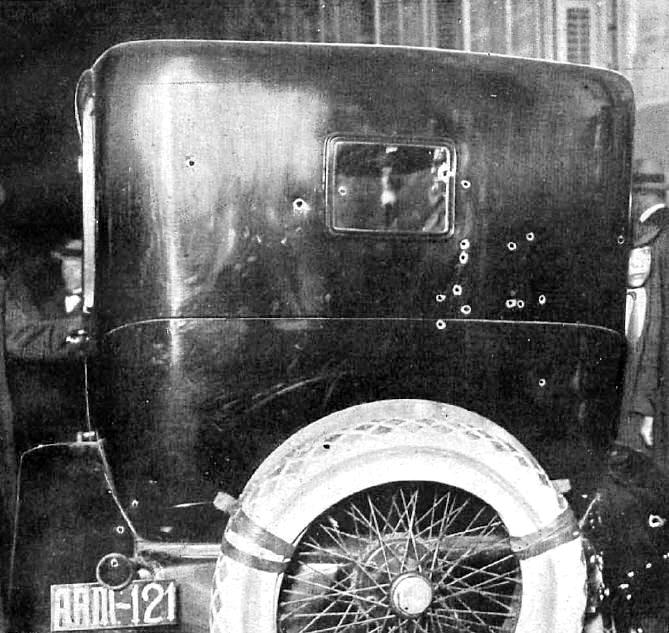
الجزء الخلفي من السيارة التي قُتل فيها إدواردو داتو وظهرت فيها ثقوب الرصاص.

وفي يونيو 1919 دعا مورا إلى اجراء الانتخابات إلا أنه لم ينل الأغلبية وأدت الاختلافات داخل صفوف حزب المحافظين في البرلمان الجديد إلى أنه لايمكن السيطرة عليه لأنه على الرغم من أنهم كانوا الفائزين إلا أنهم انقسموا إلى فصيلين من نفس الحجم. ورفضت الفصائل المحافظة وغيرها من الاعتراف به رئيسا لحزب المحافظين، على الرغم من ضغوط الملك للقيام بذلك:"دفاعا عن الحكم الملكي والنظام العام". وهكذا جاء سقوط مورا في أغسطس 1919 فخلفه أيضا المحافظ خواكين سانشيز دي توكا، الذي أعاد التفاوض في مسألة الحرب الاجتماعية في كاتالونيا. ولكنه لم يدم في الحكم إلا أشهر قليلة فسقطت حكومته وحلت محلها حكومة المحافظ سالازار، الذي اعاد طريقة "الضرب بشدة" لكنه أيضا لم يدم طويلا وسقط في مايو 1920 وحل محله المحافظ ادواردو داتو الذي نال من الملك قرار بحل الكورتيس والدعوة إلى انتخابات جديدة في ديسمبر 1920 أي بعد عام ونصف فقط من الاحتفال بحكومة مورا. بالرغم من أنه روَّج في البداية للتفاوض لتحقيق السلام الاجتماعي، إلا أنه عاد إلى سياسة القمع بعد اغتيال مجموعة فوضوية الكونت سالفاتيرا حاكم برشلونة المدني السابق خلال حكومة سانشيز دي توكا. فعين الجنرال سيفيريانو مارتينيز أنيدو على رأس حكومة مدنية لبرشلونة، الذي طبق قمعًا شرعيًا مناهضًا للنقابة شمل تطبيق قانون الهروب «هو نوع من الإعدام خارج نطاق القضاء». حفز هذا العمل على العودة إلى العنف الفردي والأعمال الإرهابية وازدادت حدة حرب الشوارع بين الأناركيين وأعضاء النقابة العمالية الحرة الخاضعة لأصحاب العمل في الفترة 1920 - 1922... "كانت نقابة المهن الحرة -على النقيض من اتحاد CNT - مكونة من عمال كاثوليك غير سياسيين أو ببساطة خيبة أمل باستراتيجية أناركية والتي فضل أصحاب العمل توظيفها مما أدى إلى زيادة في عدد أعضائها. فقد زعموا أن لديهم 150,000 عضو في 1922. هذا فتح المنافسة النقابية التي انتهت في كثير من الأحيان بتبادل إطلاق النار.
وصلت دوامة العنف إلى رئيس الوزراء نفسه حيث اغتيل داتو في 8 مارس 1921 في مدريد، حيث أطلقت مجموعة من ثلاثة فوضويين النار عليه عندما كان يقود سيارته إلى منزله من مجلس الشيوخ. زاد اغتيال داتو من القمع ضد نقابة CNT وكذلك ازدادت حدة هجمات مسلحي «نقابة العمال الحرة» ضد أعضائها. وقد طال الاغتيال أيضا سلفادور سيغي زعيم CNT المعتدل في 1923 الذي لم يؤيد مسار العنف ودافع عن العودة إلى طريقة النقابة، وأيضا اغتيل رئيس أساقفة سرقسطة خوان سولديفلا. وازدادت حدة الهجمات الشوارع في 1921 ثم انخفضت في السنة التالية. فقد قتل نتيجة تلك الأحداث العديد من النقابيين والفوضويين وأعضاء نقابة العمال الحرة، وكذلك ارباب العمل وغيرهم من مسؤولي الشركات ووكلاء السلطة.

### نهاية الأزمة: كارثة أنوال وتبعاتها (1921-1922)

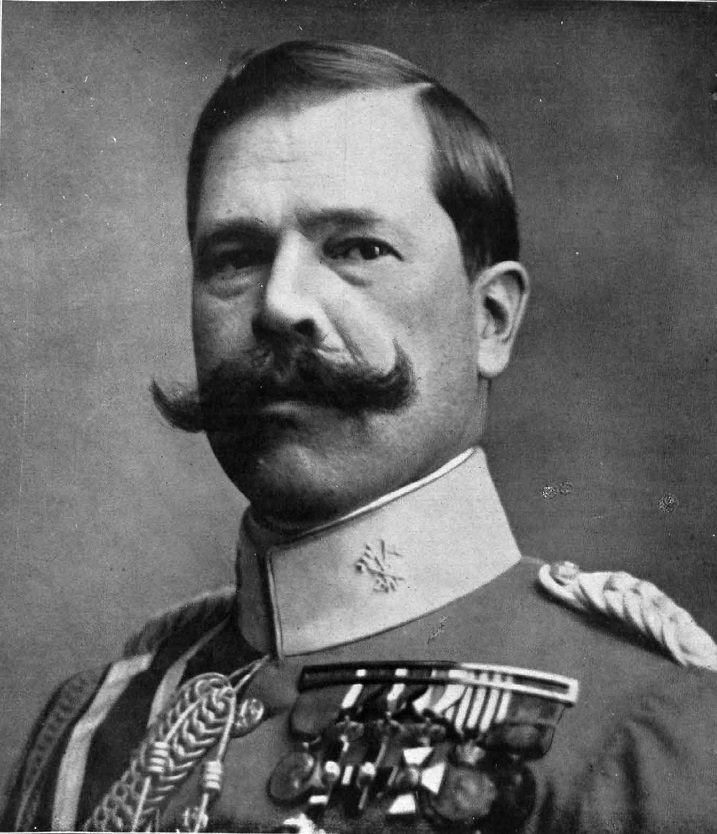
الجنرال سلفستري قائد القوات الاسبانية في معركة أنوال.

شرعت الحكومات الإسبانية بعد الانتهاء من الحرب العظمى في فرض سيطرة إسبانيا على كامل المحمية المغربية. وأوكلت تلك المهمة للجنرال داماسو بيرنغير، الذي عين مفوضا ساميا في المغرب سنة 1919. وقاد الجنرال سلفستري التقدم الإسباني شرقا وعين في مطلع 1920 قائدا عاما لمليلية التي تتمتع ببعض الحكم الذاتي فيما يتعلق بالمفوض السامي حيث يتواصل مباشرة مع وزير الحرب. بدأ سلفستري بالتقدم غربا من مليلية من خلال النظام التقليدي -الحصون الخشبية- دون مقاومة تذكر. فوصل قبيلة بني سعيد في ديسمبر 1920 ثم أنوال المجاورة لقبيلة آيت أوليشك في الشهر التالي، حتى التقى سلفستري مع بيرنغير في صخرة الحسيمة في مارس 1921 وقررا وقف التقدم. وهكذا تم توزيع قوات قيادة ميليلة على منطقة واسعة، مع مشاكل التموين واحتمال تعرضها لهجوم مفاجئ. وأنوال هي النقطة الأبعد.
استأنف فرنانديز سلفستري التقدم في مايو 1921 بعد موافقة حكومة مدريد والملك وتلقى عينات من الدعم الشعبي، إلا أنه التقى في هذه المرة بمقاومة قبيلة بني ورياغل بقيادة عبد الكريم الخطابى. طلب سلفستري التعزيزات التي لم تصله ومع ذلك استمر في التقدم، وفي 19 يونيو أمر بإعادة احتلال منطقة أنوال. فوصلها شخصياً من مليلية يوم 21 لمواجهة جيش من 4500 رجل، لكنه هزم فاضطر إلى الانسحاب إلى بني طيب إلى الجنوب الشرقي قبل الهجوم الأخير لجيش الخطابي. ووعد المفوض السامي بإرسال تعزيزات لكنها لم تصل في الوقت المناسب. انتهى هجوم الخطابي المفاجئ بحل الجيش الإسباني في ناحية مليلية. كانت القوات الاسبانية مبعثرة على جبهة كبيرة جدا مع عدد كبير جدا من المواقع ومشاكل خطيرة في التموين. أدى خسارة المعركة إلى أن ما تم تحقيقه في سنوات وبجهد خطير قد فقدوه في بضعة أيام فقط. وقتل الجنرال سلفستري وقتل معه أيضًا 10,000 جندي آخر.
صدمت نتائج المعركة الشعب الإسباني. حيث طالب الكورتيس والصحافة بمحاسبة المسؤولين. واتُهم الملك ألفونسو الثالث عشر نفسه بأنه شجع فرنانديز سلفستري -«اختارته الرغبة الملكية» حسب الملحق العسكري للسفارة الفرنسية- على التصرف بتهور في فعلته تلك على الرغم من عدم وجود دليل على هذا. وقال النائب الاشتراكي إنداليسيو برييتو في البرلمان:

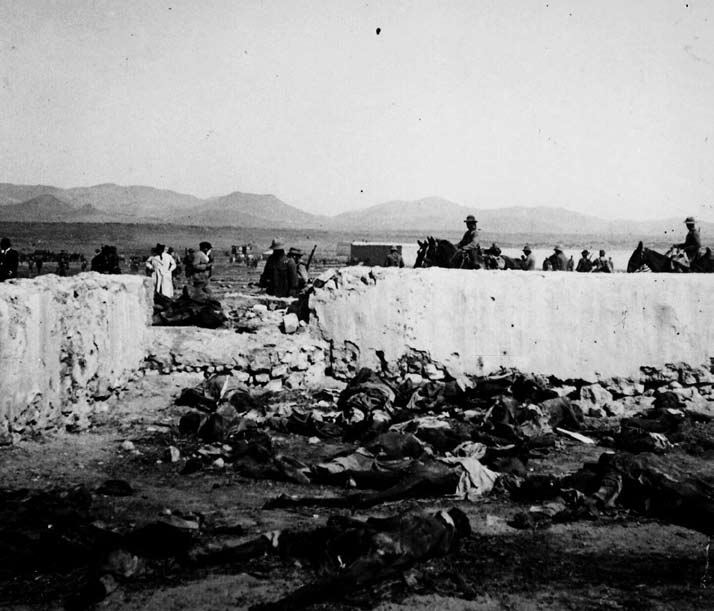
الجثث الجنود الإسبان المنتشرة في أنوال بعد المعركة.

لمعالجة النتائج السياسية الخطيرة لكارثة أنوال استنجد الملك بأنطونيو مورا الذي شكل في 3 أغسطس 1921 حكومة ائتلاف مشابه لما كان في سنة 1918 من المحافظين والليبراليين ورابطة كامبو الإقليمية. وكان أحد التدابير الأولى التي اتخذتها الحكومة الجديدة هو فتح ملف - بإشراف الجنرال خوان بيكاسو - لتنظيم المسؤوليات العسكرية للكارثة. كما اطلقت عملية عسكرية أخرى لاستعادة الأراضي المفقودة في المغرب. ومع ذلك لم تستمر حكومة مورا التي تعرضت للهجوم بسبب «قضية المسؤولية» سوى ثمانية أشهر فقط ثم استبدلت بها حكومة محافظة برئاسة خوسيه سانشيز غيرا في مارس 1922.
حاول سانشيز غيرا مواجهة تدخل العسكر المتزايد بالسياسة، فاقترح اخضاع مجالس الدفاع التي كانت تسمى آنذاك «اللجان الإعلامية» إلى السلطة المدنية، واعتمد في تلك المرة على تعاون الملك. فاجتمع الملك مع الحامية العسكرية لبرشلونة في يونيو 1922 حيث انتقد تلك المجالس، فمن كان ينظر إليهم بأنهم حلفاء بالأمس أصبحوا خصوما اليوم:«الضابط لا يمكن أن يتدخل بالسياسة». فأضحى لزاما على النواب الجمهوريين والاشتراكيين والإصلاحيين دعم الملك الذي جعل مجالس الدفاع جزء من الماضي. وأخيرا وافق البرلمان في نوفمبر 1922 بإنشاء قانون حل فيه اللجان الاعلامية (الاسم الجديد لمجالس الدفاع) والقواعد التي ينبغي اتباعها في ترقيات لمن نال ميزة الحرب، وبالتالي تلبية إحدى مطالبهم. وبذا أُعيدت وحدة ضباط جيش أفريقيا الإسباني والمجالس إلى الجيش الإسباني. وكان هناك إجراء مدني آخر هو عزل الجنرال سيفيريانو مارتينيز أنيدو من منصب حاكم برشلونة المدني.
قدم الجنرال بيكاسو تقريره حول «كارثة أنوال» الذي كان مدمراً حيث ندد بالاحتيال والفساد الذي حدث في إدارة المحمية المغربية، بالإضافة إلى عدم التحضير والارتجال بالضوابط في تسيير العمليات العسكرية، وبدون مغادرة آمنة فالحكومات لم تزود الجيش بوسائل التجهيز اللازمة. ومما روى في ملف بيكاسو أن المجلس الأعلى للحرب والبحرية أمر بمحاكمة ستة وثلاثين من القادة والضباط بالإضافة إلى المفوض السامي الجنرال بيرنغير والجنرال فرنانديز سلفستري إذا كان لايزال حيا لأنه لم يتم العثور على جثته والجنرال نافارو سجين عبد الكريم الخطابي.
وكانت أصعب مرحلة للتقرير هي عند مناقشته في الكورتيس حيث كان النائب الاشتراكي إنداليسيو برييتو الذي اتهم وزير الحرب فيكونت ديزا، والأكثر أنه اعتبر الملك المسؤول الأول فيما حدث، الاتهام الذي تمت محاكمته. وقال بريتو ضمن حديثه:
أظهر النقاش حول المسؤوليات في ديسمبر 1922 عن الانقسام بين المحافظين والأزمة الحكومية التي نتج عنها تشكيل حكومة «ليبرالية جديدة» برئاسة مانويل غارسيا برييتو وكانت تلك آخر حكومة دستورية في عهد ألفونسو الثالث عشر.

### آخر حكومة دستورية في عهد ألفونسو الثالث عشر

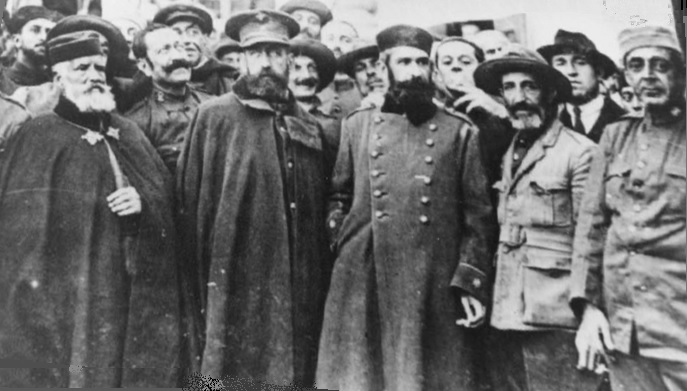
قادة ومسؤولين إسبانيين أطلق سراحهم بعد المفاوضات التي أجرتها حكومة غارسيا بريتو مع الخطابي ووصف قسما من الجيش الإسباني بأنه "غير جدير بالثقة".

أعلنت حكومة الائتلاف الليبرالي مانويل غارسيا برييتو عزمها على المضي قدما في قضية المسؤوليات فوافق مجلس الشيوخ في يوليو 1923 على طلب لمحاكمة الجنرال بيرنغير لأنه يتمتع بالحصانة البرلمانية بصفته عضوا فيه، وأكدت الحكومة أيضا على أولوية السلطة المدنية على الجيش في القضيتين المعلقتين كاتالونيا والمغرب. أثير مشروع إصلاحي طموح جدا للنظام السياسي الذي يفترض أن يكون ولادة لنظام ملكي برلماني حقيقي، على الرغم من أن الانتخابات التي جرت في أوائل 1923 لجأ مرة أخرى إلى التزوير واستخدام ادوات الزعماء المحليين لضمان الأغلبية. ومع ذلك فإن الأحزاب التي حاربت ذلك النظام قدأحرزت تقدما وخاصة الحزب الاشتراكي الذي حقق انتصارا باهرا في مدريد حيث فاز بسبعة مقاعد. ولكن في نهاية المطاف، فشلت الحكومة في تنفيذ خطط الإصلاح والمساءلة لأنه في 13 سبتمبر 1923 قاد الجنرال ميغيل بريمو دي ريفيرا والقبطان العام لكاتالونيا انقلابا في برشلونة أنهى النظام الليبرالي لعودة البوربون، ولم يعارض الملك ألفونسو الثالث عشر ذلك.